# Semana Santa en Lorca
La Semana Santa de Lorca es una de las más destacadas manifestaciones populares de celebración de la Semana Santa en España, habiendo sido declarada como fiesta de Interés Turístico Internacional en 2007. Actualmente se trabaja intensamente en la candidatura a ser preseleccionada para la declaración como Patrimonio Cultural Inmaterial de la Humanidad por la UNESCO.
Al margen de la existencia de procesiones religiosas al modo tradicional, son los Desfiles Bíblicos Pasionales los que dotan a la Semana Santa lorquina de una personalidad única y diferente, con representaciones del Antiguo Testamento o de la simbología cristiana o con la participación de caballos y carros, así como carrozas de enormes dimensiones.
Los bordados en seda son también una característica destacada de los cortejos lorquinos, marcados por una extraordinaria rivalidad entre dos de sus cofradías o pasos, el Azul y el Blanco.
Aun cuando muchas de sus procesiones son más antiguas, la historia de los desfiles bíblicos-pasionales tal y como los conocemos se remonta a finales del siglo XIX, creciendo desde entonces hasta llegar al esplendor de nuestros días.

## El Escenario de los Cortejos
Aunque algunas de sus procesiones (las de carácter exclusivamente religioso) transcurren por diversas calles de la ciudad, los cuatro grandes desfiles bíblico-pasionales (Viernes de Dolores, Domingo de Ramos, Jueves Santo y Viernes Santo) tienen como marco la avenida de Juan Carlos I, la más destacada de las vías de la ciudad.
Para ello se acondiciona en los días previos a la Semana Santa con la colocación sobre el asfalto de una capa de tierra que permita el discurrir de los caballos sin riesgo. A ambos lados se colocan gradas en toda la longitud (aproximadamente 600 metros) de la avenida. Igualmente, grandes focos refuerzan la iluminación de esta vía.
El acceso a estas gradas requiere de la adquisición previa de los correspondientes abonos.
La decoración de las tribunas y de muchos de los balcones con banderas blancas o azules se complementan con los pañuelos que agitan los asistentes haciendo que el escenario de los cortejos lorquinos se tiña con los dos colores principales que protagonizan su Semana Santa.

## Las Cofradías o Pasos
La Semana Santa de Lorca se organiza en torno a seis cofradías, llamadas "Pasos". Con todo, los Pasos Blanco y Azul capitalizan el protagonismo de esta Semana Santa y "dividen en dos" a los lorquinos en sonados enfrentamientos. Son los únicos pasos que incorporan caballos y grupos bíblicos en movimiento.
Las Cofradías de la Semana Santa lorquina son:
- Muy Ilustre Cabildo de Nuestra Señora la Virgen de la Amargura en la Real y Muy Ilustre Orden-Archicofradía de Nuestra Señora del Rosario (Paso Blanco)
- Hermandad de Labradores (Paso Azul)
- Archicofradía del Santísimo Cristo de la Sangre (Paso Encarnado)
- Cofradía del Santísimo Cristo del Perdón (Paso Morado)
- Hermandad de la Curia (Paso Negro)
- Archicofradía de Jesús Resucitado

### Paso Blanco

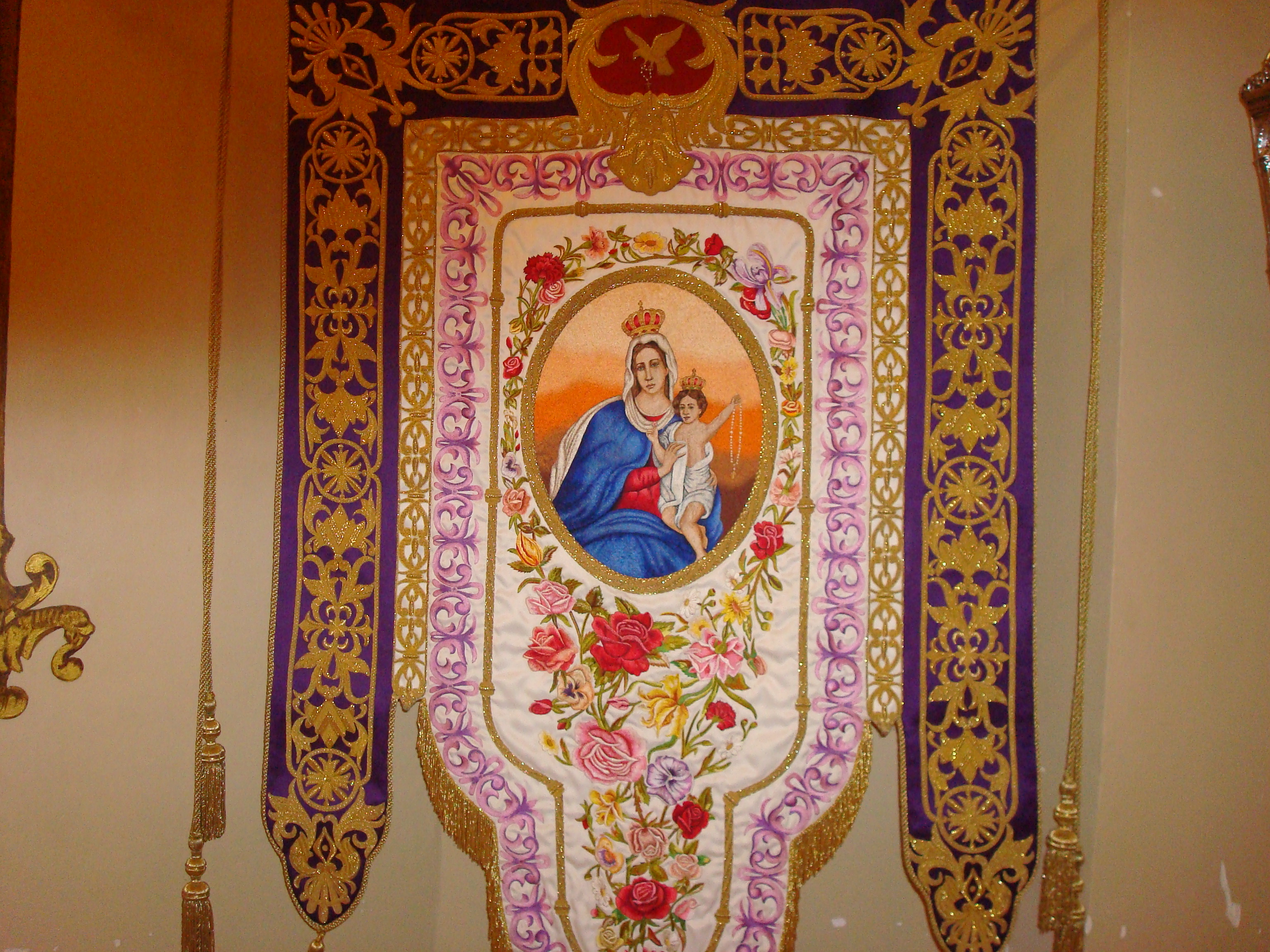
Estandarte guion del Paso Blanco

Los orígenes de la Real e Ilustre Archicofradía de Nuestra Señora del Rosario se considera tradicionalmente que se remontan al siglo XV, si bien los documentos más antiguos que hacen referencia a la misma datan de 1574. Es considerada la cofradía más antigua de la Semana Santa de Lorca.
La Hermandad se reorganiza en 1753, cuando organiza la procesión del Viernes Santo con la participación de imágenes de un Nazareno, San Juan Evangelista, Santa María Magdalena y la Verónica, junto a las imágenes de Nuestra Señora del Rosario y la Virgen de la Amargura, de Francisco Salzillo. El color era el morado. De aquellos años data también su actual escudo, un águila sosteniendo un rosario sobre fondo rojo encima del escudo tiene una corona de oro y de rojo, justo abajo del escudo, unas ramas doradas rodeando este.
Adquiere el título de Real por el ingreso en la misma del rey Fernando VII. En el siglo XIX cambian su color por el que actualmente les caracteriza y da nombre: el blanco, cuando en 1852 se conforma un grupo de nazarenos con este color en el seno de la Archicofradía renombrada como Muy Ilustre Cabildo de Nuestra Señora la Virgen de la Amargura en la Real y Muy Ilustre Orden-Archicofradía de Nuestra Señora del Rosario (Paso Blanco).
Desde 1855 el Paso Blanco procesiona el Domingo de Ramos escenificando, con el Pueblo Hebreo, la Entrada de Jesús en Jerusalén y a su patrón San Juan Evangelista. Pero también lo hace Viernes de Dolores, Jueves Santo y Viernes Santo, siendo este último su día más importante, ya que es cuando procesiona la titular del Paso, Nuestra Señora la Virgen de la Amargura.
Tras la destrucción de su patrimonio en la guerra civil española (1936-1939), la nueva imagen Titular de la Virgen de la Amargura se le encargaría a Amadeo Ruiz Olmos que realiza dicha imagen que es sustituida por otra de José Sánchez Lozano que realizó la primera imagen que no gustó mucho en Lorca y el Paso Blanco la convirtió en Santa Mujer Verónica, por último realiza la imagen que desfila actualmente.
Pero no solo el Paso Blanco se caracteriza por esto, sino que también por una gran historia en lo que corresponde a bandas musicales. La primera que se fundó en 1863 fue la llamada “Banda Blanca”. Más tarde en el año 1973 se fundó la Banda de Cornetas y Tambores, estos procesionaban con trajes de romano. Es también en esta época cuando se compone el himno actual del Paso Blanco: “El Tres”. En 2004 se crea la actual “Agrupación Musical Nuestra Señora la Virgen de la Amargura” dirigida por D. Francisco Javier García Zafra, y que consta de más de 100 componentes. Es la banda más antigua que procesiona en Lorca.
Posee las siguientes imágenes:
- Santísima Virgen de la Amargura (José Sánchez Lozano, 1949)
- San Juan Evangelista (Antonio Castillo Lastrucci, década de los 60)
- Santa Mujer Verónica (José Sánchez Lozano, 1950)
- Cristo del Rescate (José Sánchez Lozano, 1985)
- La Oración en el Huerto (José Hernández Navarro, 2000)

Podemos destacar dentro del Paso Blanco su Museo de Bordados (MUBBLA). Recoge una gran muestra de los mejores bordados de seda y oro que tiene el Paso, así como también muestras de otros objetos. El MUBBLA se encuentra ubicado en el Complejo Monumental de Santo Domingo, sede de la cofradía.

### Paso Azul

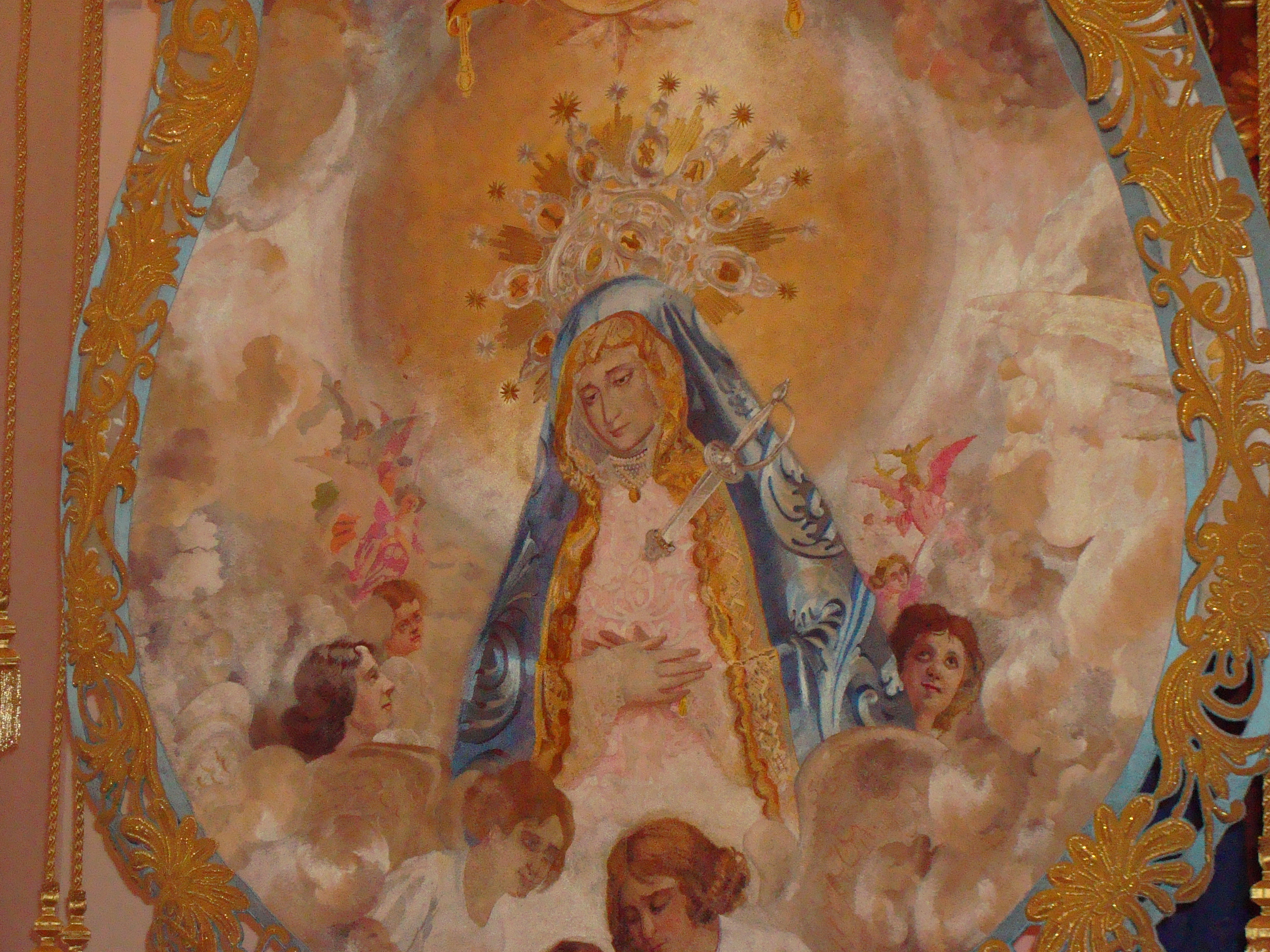
Estandarte de El Reflejo

Los orígenes del Paso Azul se fijan en la Archicofradía de la Vera Cruz y Sangre de Cristo, creada en el siglo XVI. En el seno de esa cofradía se tiene conocimiento de la existencia en 1752 de la denominada Hermandad de Labradores Lorquinos, que tiene como Titular a Virgen de los Dolores Paso Azul Lorca, y con sede en el convento de los franciscanos.
Desde el año 1800 preside la procesión del Viernes de Dolores y en 1854 se crea en su seno el Paso de Nazarenos Azules. En 1856 comienzan a incorporar bordados de gran calidad a las procesiones lorquinas.
Tras la desaparición en la Guerra Civil de su imagen Titular, obra del escultor local Manuel Martínez en el siglo XVIII, se encargaría la actual imagen de la Virgen de los Dolores al reconocido escultor afincado en Madrid, José Capuz, inspirándose en el estandarte de "el reflejo", representación de la rostro de la imagen original de la Virgen, la cual se sabe que, durante la Guerra Civil, un fraile franciscano la escondió para que no la destruyeran, tan bien que aún hoy no se ha encontrado. Se piensa que debe de estar en algún rincón de San Francisco.

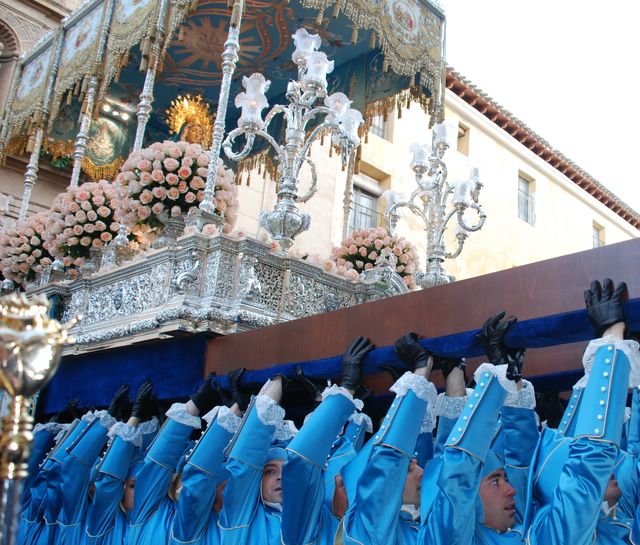
Trono Stma. Virgen de los Dolores

El Trono de la Stma. Virgen de los Dolores está realizado en plata de ley, labrado a mano durante dos años de trabajo en el taller de la calle Pureza del insigne orfebre sevillano que fuera durante muchos años capataz de la Esperanza de Triana D. Juan Borrero. Estrenado el Viernes de Dolores del año 2007, siendo presidente del Paso Azul D. José Antonio Mula García, es el primer trono de palio en salir a hombros en la Semana Santa de Lorca.
El Paso Azul cuenta con 2 imágenes más aparte de la titular: El Cristo de la buena muerte o Cristo Yacente obra del imaginero murciano José Planes que procesiona la tarde del Viernes Santo por las calles de Lorca en trono de andas realizado en los talleres del tallista sevillano Manuel Guzmán Bejarano. Y el Cristo de la Coronación de Espinas realizado por José Antonio Navarro Arteaga que desfila el Jueves Santo en trono en andas también realizado en madera de caoba tallada a mano durante dos años en los talleres de Manuel Guzmán Bejarano, sus ocho medallones, la cruz y los cuatro faroles están realizados en plata en el taller D. Eleuterio Aragón en Motril, año 2001. Las potencias de procesión del Cristo están realizadas en plata y topacio por el maestro orfebre D. Juan Borrero. 
En el año 2009, bajo la presidencia de José Antonio Ruiz, se funda la Agrupación Musical Mater Dolorosa, dirigida por José Jorge Miñarro y compuesta por cerca de 70 componentes. Además de esta formación musical, el Paso Azul dispone de 3 bandas más: La Banda Romana, la cual mantiene la tradición lorquina de Tambores y Cornetas. La Banda Egipcia, compuesta por los músicos más jóvenes del Paso y por último la Banda del Cristo Yacente, la cual es la única banda de Lorca formada exclusivamente por instrumentos de percusión. El Himno del Paso Azul es conocido popularmente como "Las Caretas".
Posee las siguientes imágenes:
- Santísima Virgen de los Dolores Paso Azul Lorca (José Capuz Mamano, 1942)
- Cristo de la Buena Muerte (José Planes Peñalver, 1945)
- La Coronación de Espinas (José Antonio Navarro Arteaga, 2001)

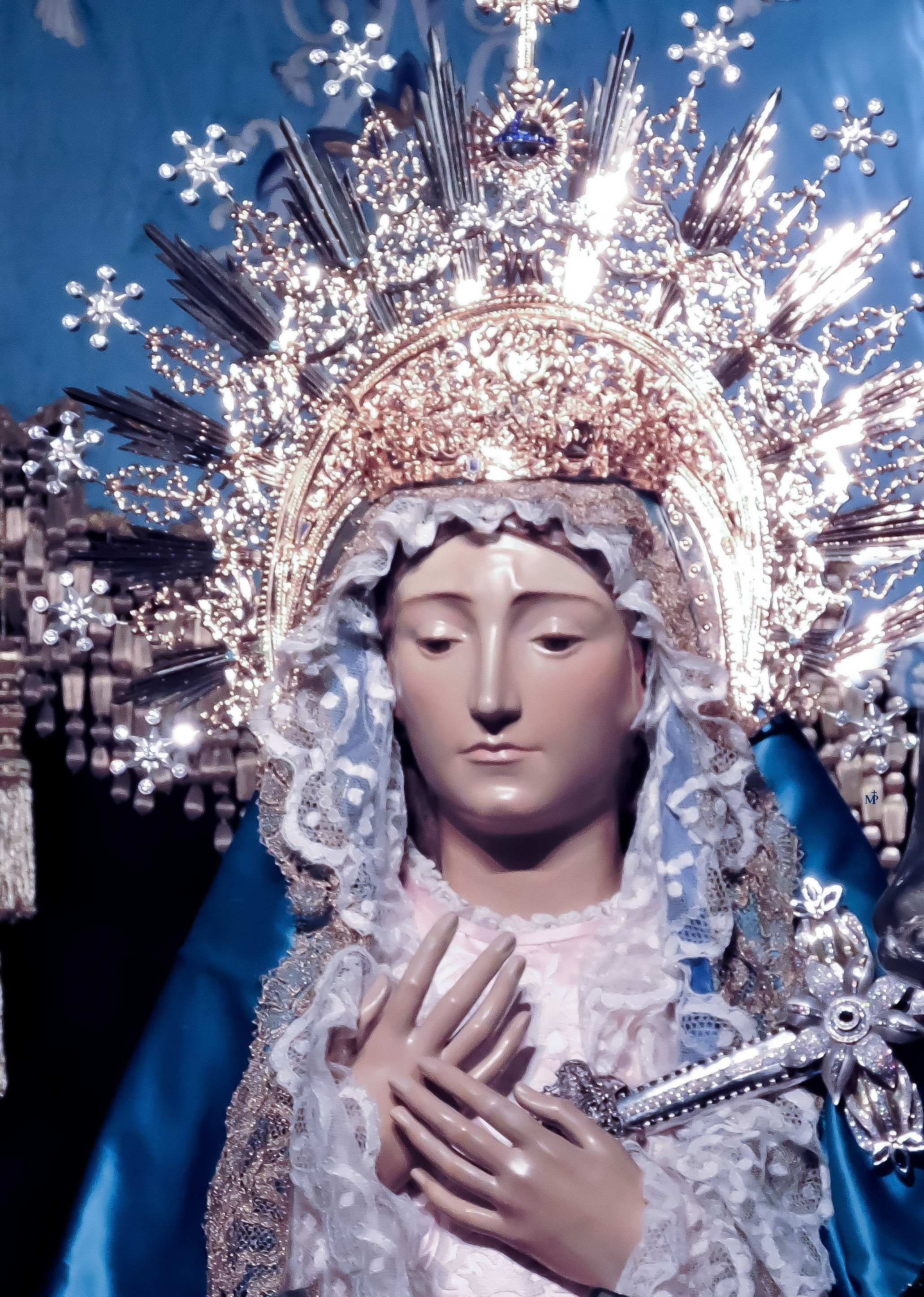
Virgen de Los Dolores, José Capuz (1942)
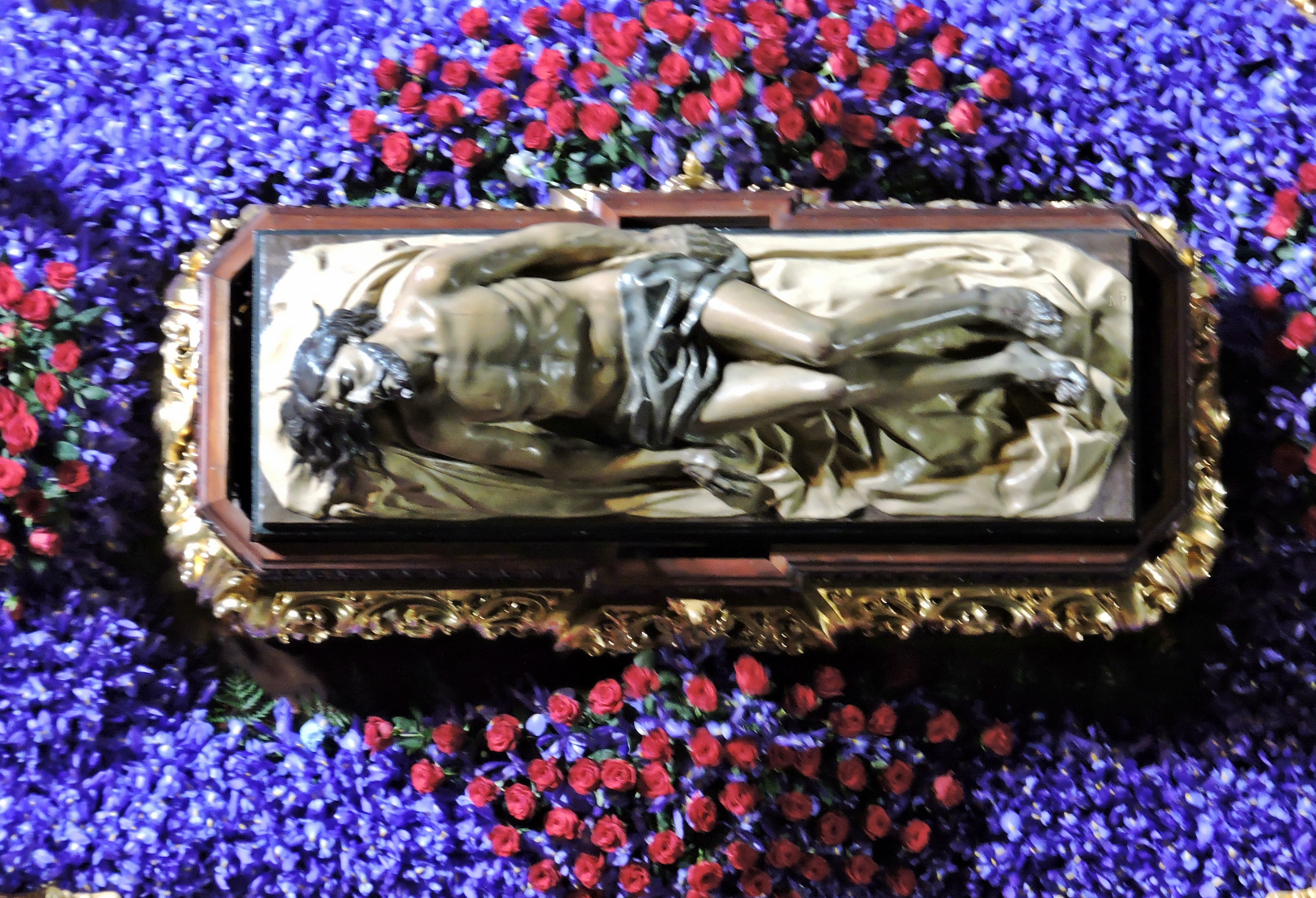
Santísimo Cristo de la Buena Muerte, José Planes (1945)
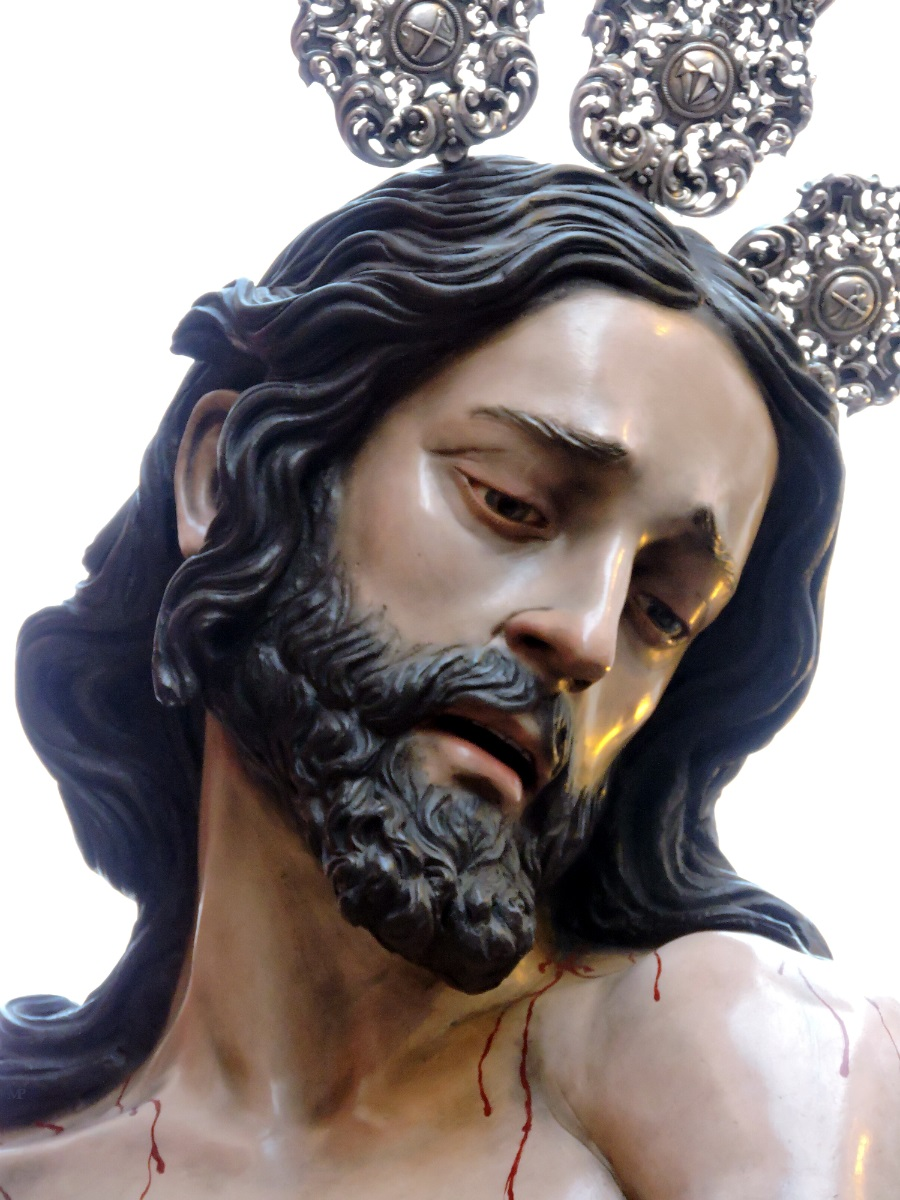
Cristo de la Coronación de Espinas, José Antonio Navarro Arteaga (2001)

Desde 2015 el Paso Azul cuenta, además, con su propio museo de bordados, conocido como MASS o Museo Azul de la Semana Santa, ubicado en el antiguo Convento de San Francisco. Este museo es con sus más de 3500 m² el museo más grande de la Región de Murcia y en él se exponen, entre otras cosas, los bordados representativos de la cofradía.

### Paso Encarnado

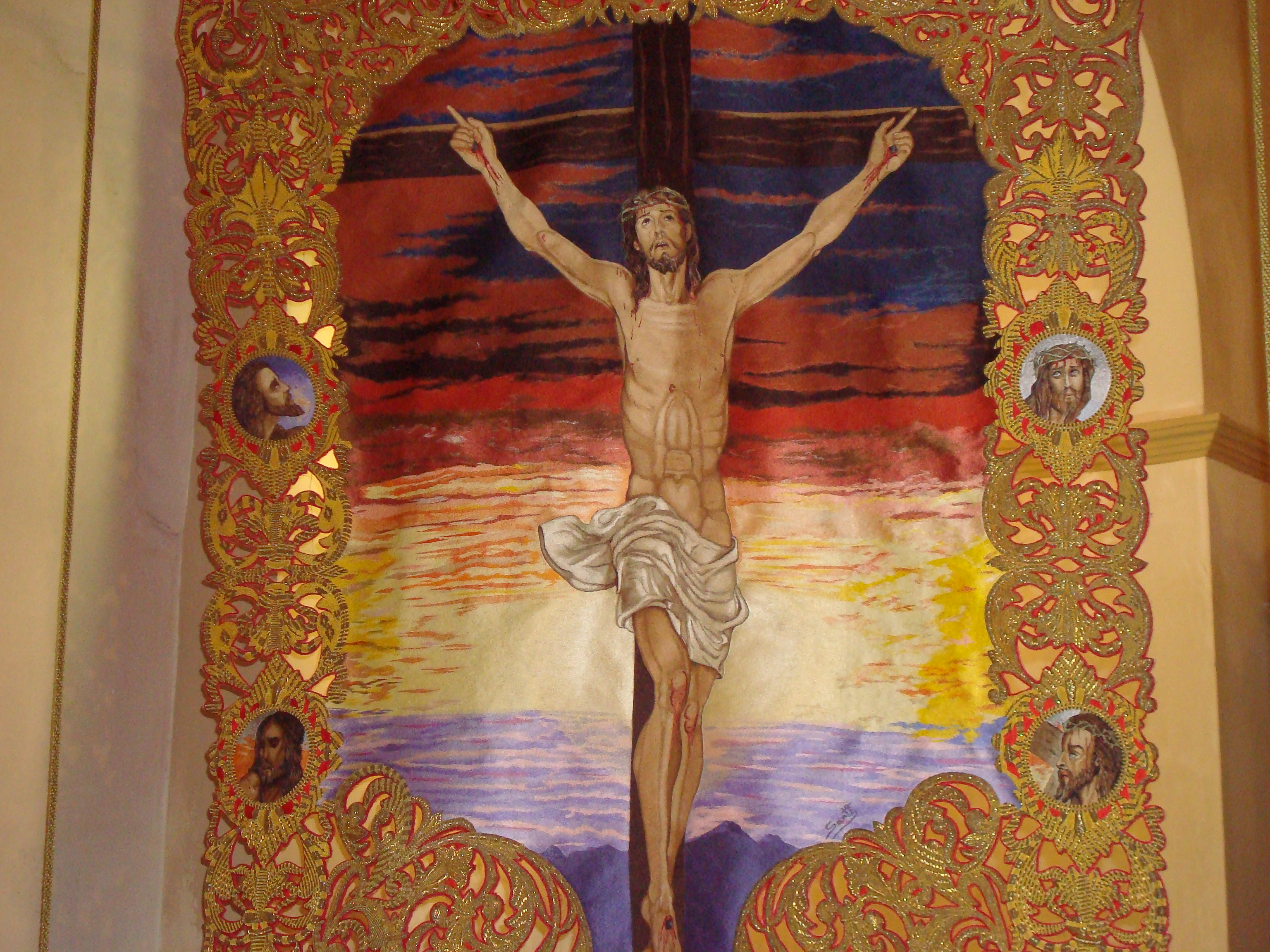
Estandarte del Cristo de la Sangre

Se tiene constancia de la existencia en 1555 de la Cofradía de la Santa Vera Cruz y Sangre de Cristo, que procesionaba el Jueves Santo y que sería fundada oficialmente por los franciscanos en 1590.
En 1734 se eleva su rango a Archicofradía, estando constituida en el convento franciscano, donde tenía capilla propia.
Durante la refundación y reorganización de cofradías que tuvo lugar en Lorca a mediados del XIX se une a ella la Hermandad de Nazarenos Coloraos, que había sido fundada en el convento de San Diego, pasando a tener como Titular un Crucificado conocido como el Cristo de los Terceros. Terminaría por desaparecer en 1904.
En 1935 vuelve a refundarse en el convento de San Diego, organizando por vez primera la Procesión del Silencio, a las cero horas del Viernes Santo.
En 1940 la Archicofradía del Santísimo Cristo de la Sangre es trasladada en su sede a la iglesia parroquial de San Cristóbal.
Posee las siguientes imágenes:
- Cristo de la Sangre (José Jeriqué Chús, 1948)
- Santísima Virgen de la Soledad (José Sánchez Lozano, 1963)
- Cristo de la Penitencia (José Hernández Navarro, 1999)

### Paso Morado

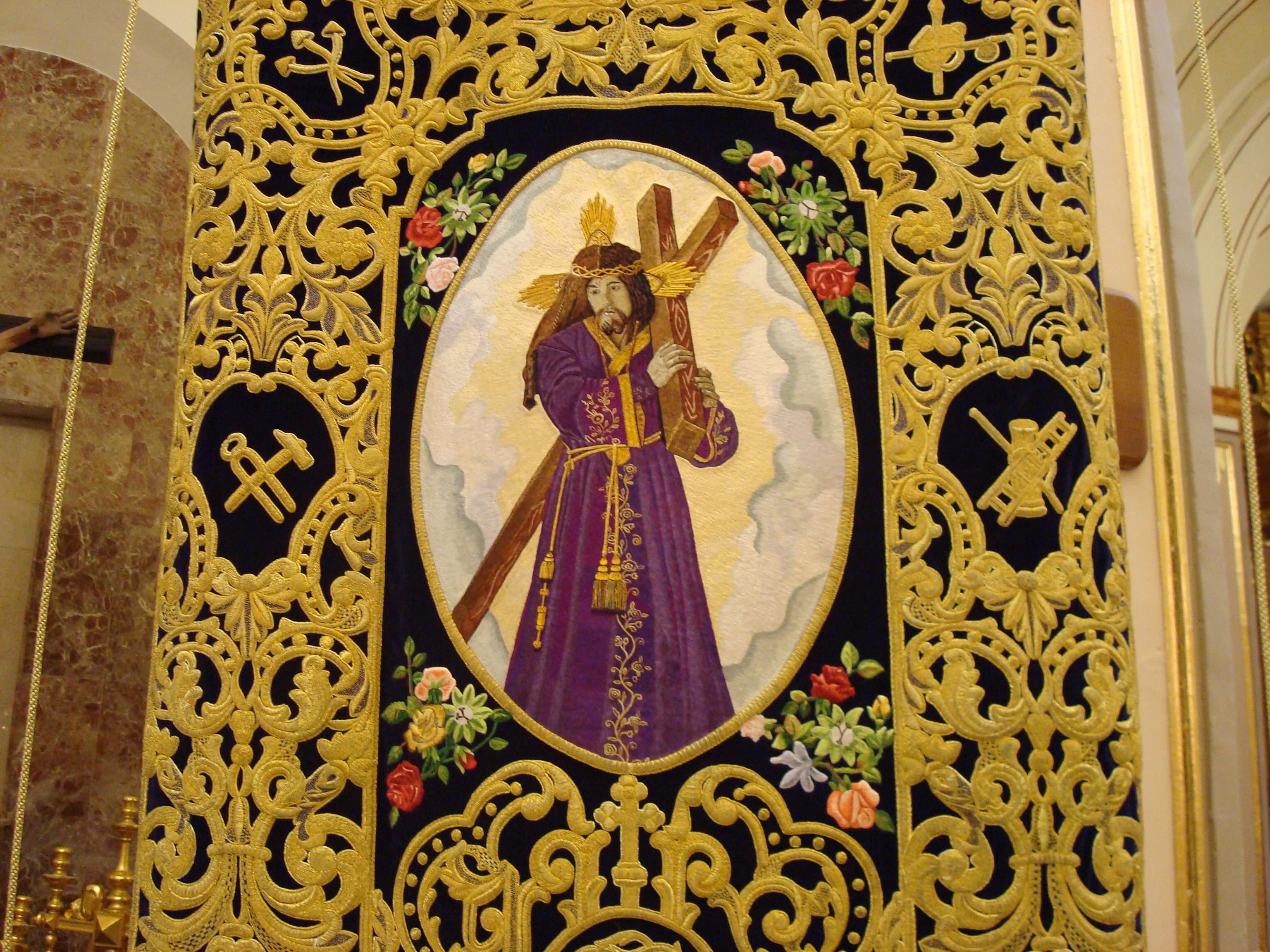
Estandarte guion del Paso Morado

A comienzos del siglo XVIII se crea una capilla dedicada al Santísimo Cristo del Socorro en el convento de San Juan de Dios. En 1758 se fundaría, con dicho Titular, una cofradía, que en 1779 adopta como propio el color morado.
En 1800, ya como "paso de nazarenos morados" comienza a presidir la procesión de la tarde del Jueves Santo, con su imagen Titular, la de una Dolorosa y la Santa Cena, obra de Nicolás Salzillo, adquirida a la cofradía murciana de Jesús en 1763.
Su Titular pasaría, con los años, a ser el Santísimo Cristo del Perdón, un Nazareno con la cruz a cuestas. La cofradía posee las siguientes imágenes:
- Cristo del Perdón (Roque López, 1787)
- Santa Cena (Apóstoles de Nicolás Salzillo, 1701 y José Jeriqué Chús, 1953)
- Santísima Virgen de la Piedad (Antonio García Mengual, 1982)
- El Monte Calvario (Cristo crucificado (1947) San Juan (1942) y Santa María Magdalena (1942) de Manuel Juan Carrillo Marco; la Virgen de los Dolores (1790) de Marcos Laborda Gil)
- Cristo de la Misericordia (Isabel Biscarri y Cuyàs, 1944)
- Cristo del Socorro (Manuel Juan Carrillo Marco, 1964)

Al margen de su participación en los desfiles bíblico-pasionales, la Cofradía del Santísimo Cristo del Perdón, el Paso Morado, organiza el Vía Crucis de la mañana de Viernes Santo, con sus característicos "rezaores".

### Paso Negro

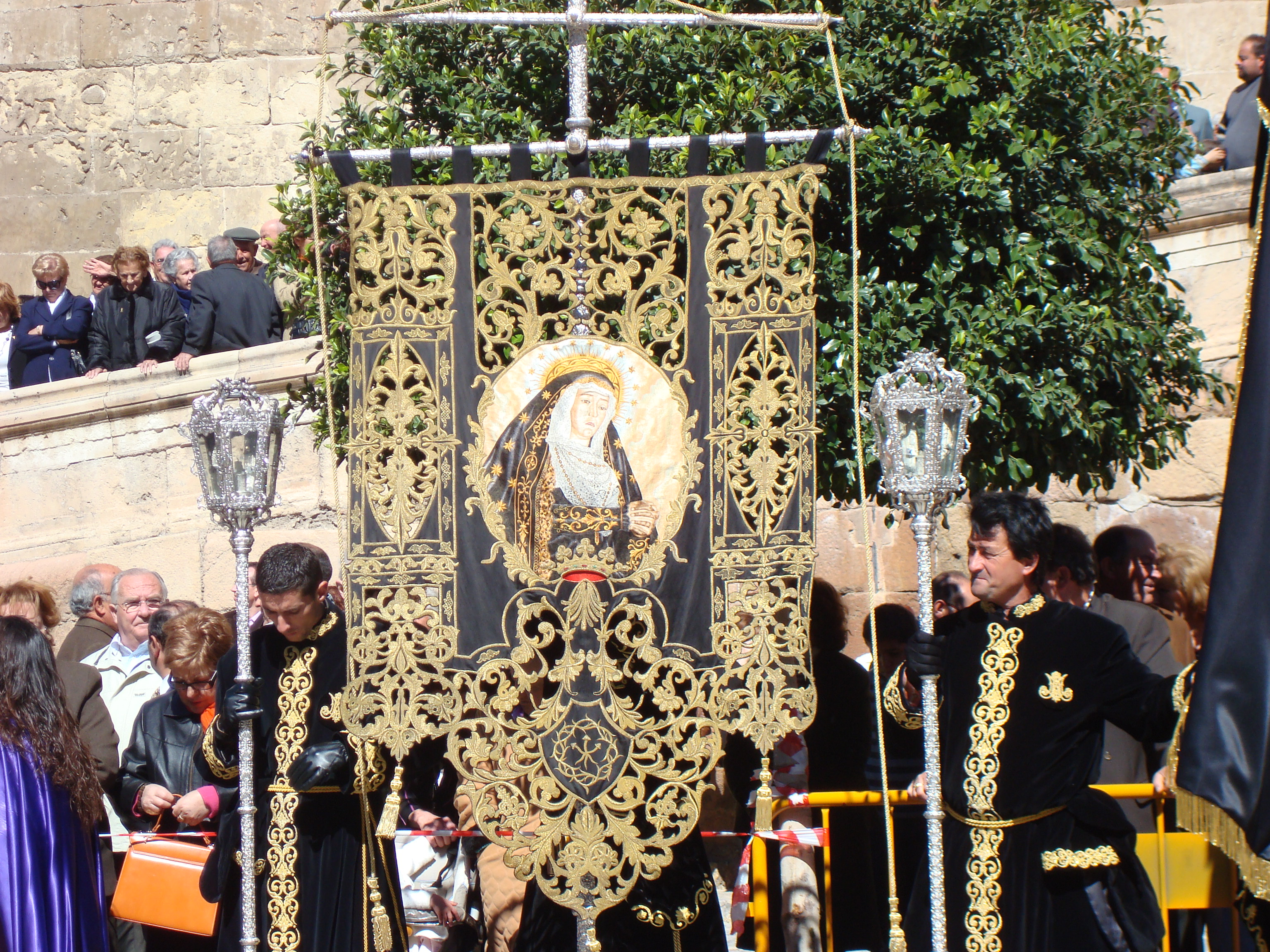
Estandarte guion del Paso Negro

La Hermandad de La Curia cuenta también con su remoto origen, en este caso en la cofradía de Nuestra Señora de los Dolores en el Paso del Prendimiento, fundada en 1725, una cofradía que sería reorganizada en 1874 por el Colegio de Abogados y Procuradores, circunstancia de la que proviene su nombre actual. Presidiría la procesión del Miércoles Santo hasta 1932.
Tras la Guerra Civil, su nueva imagen titular será la Virgen de la Soledad. El color que la caracteriza hoy le viene dado de su sustitución en esos años de la desaparecida cofradía conocida como los negros-servitas, que estaba constituida en la iglesia de San Mateo, por ello es conocida como el Paso Negro. Presiden por ello la procesión (desfile bíblico pasional) del Domingo de Ramos. Su imagen titular:
- Santísima Virgen de la Soledad (José Sánchez Lozano, 1951)

En 1977 se trasladan desde San Mateo a San Patricio, organizando desde entonces la procesión a su Titular en la noche del Sábado de Pasión.

### Archicofradía del Resucitado

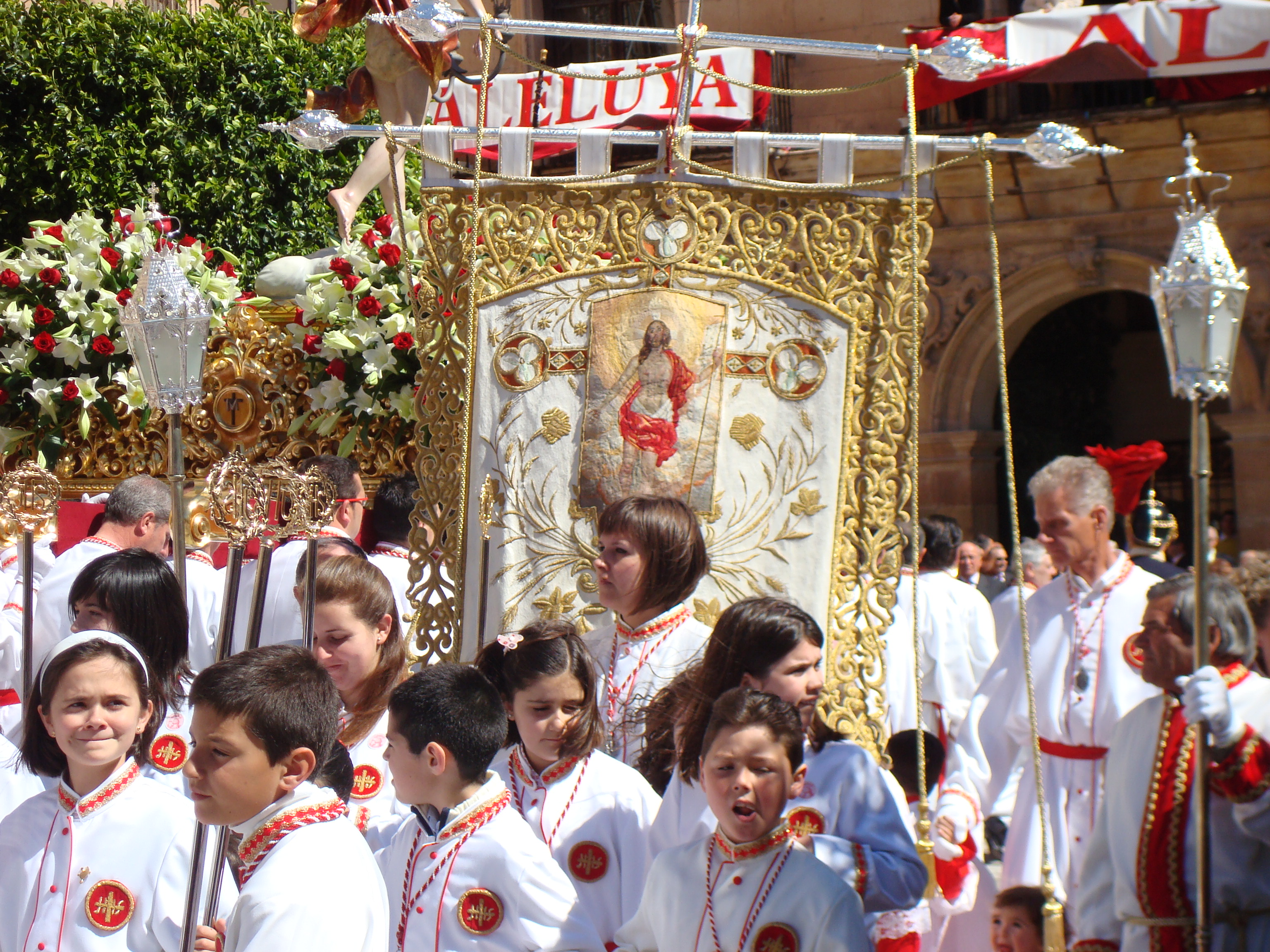
Archicofradía del Resucitado

Aun con antecedentes históricos de la celebración de la Resurrección ya en 1601, las primeras constituciones conocidas de esta Archicofradía de Jesús Resucitado datan de 1764.
La primera procesión del Resucitado sale, sin embargo en 1801 ya con la imagen Titular, obra del imaginero murciano Roque López. Fue de las pocas imágenes que sobrevivieron a la Guerra Civil. La archicofradía posee las siguientes imágenes:
- Cristo Resucitado (Roque López, 1801)
- Santísima Virgen de la Encarnación y Asunción (José Jeriqué Chús, 1941)

Aunque su sede fundacional fue la iglesia de Santa María, al quedar ésta en ruinas tras la Guerra Civil se trasladó a la excolegiata de San Patricio.

## Las Procesiones y los Desfiles Bíblicos-Pasionales

### Viernes de Dolores

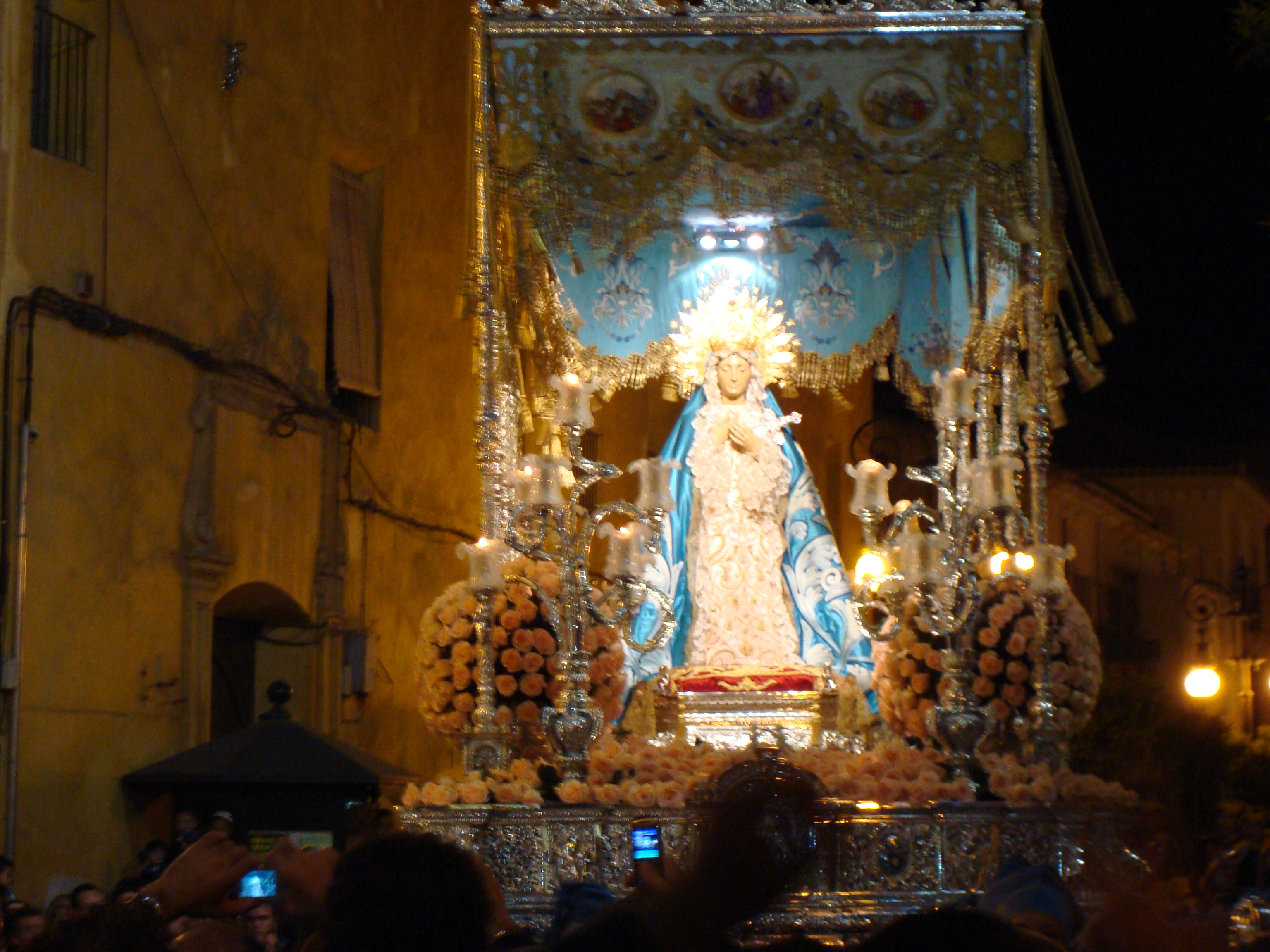
La Virgen de los Dolores a su salida de San Francisco

El primero de los desfiles bíblico-pasionales recorre las calles lorquinas en la tarde del Viernes de Dolores. Data de 1800 y lo preside el Paso Azul, que ese día conmemora la festividad de su Titular, la Virgen de los Dolores.
El Paso Azul pone en escena gran parte de su patrimonio artístico como los estandartes de Cayuela, que datan de principios del siglo XX: El Ángel Velado, San Juan, María Magdalena y El Reflejo. Están catalogados como BIC.
El trono de la Virgen de los Dolores, con la imagen realizada en 1941 por José Capuz bajo el palio bordado en sedas por Francisco Cayuela, cierra el desfile del Viernes de Dolores. Acompañan a la imagen una escolta de 12 nazarenos, los 7 Dolores de la Virgen y los Cuatro Evangelistas con el Arcángel San Gabriel a caballo como testigos de la Redención. La preceden cientos de mujeres con mantilla, vestidas de riguroso luto.

### Sábado de Pasión

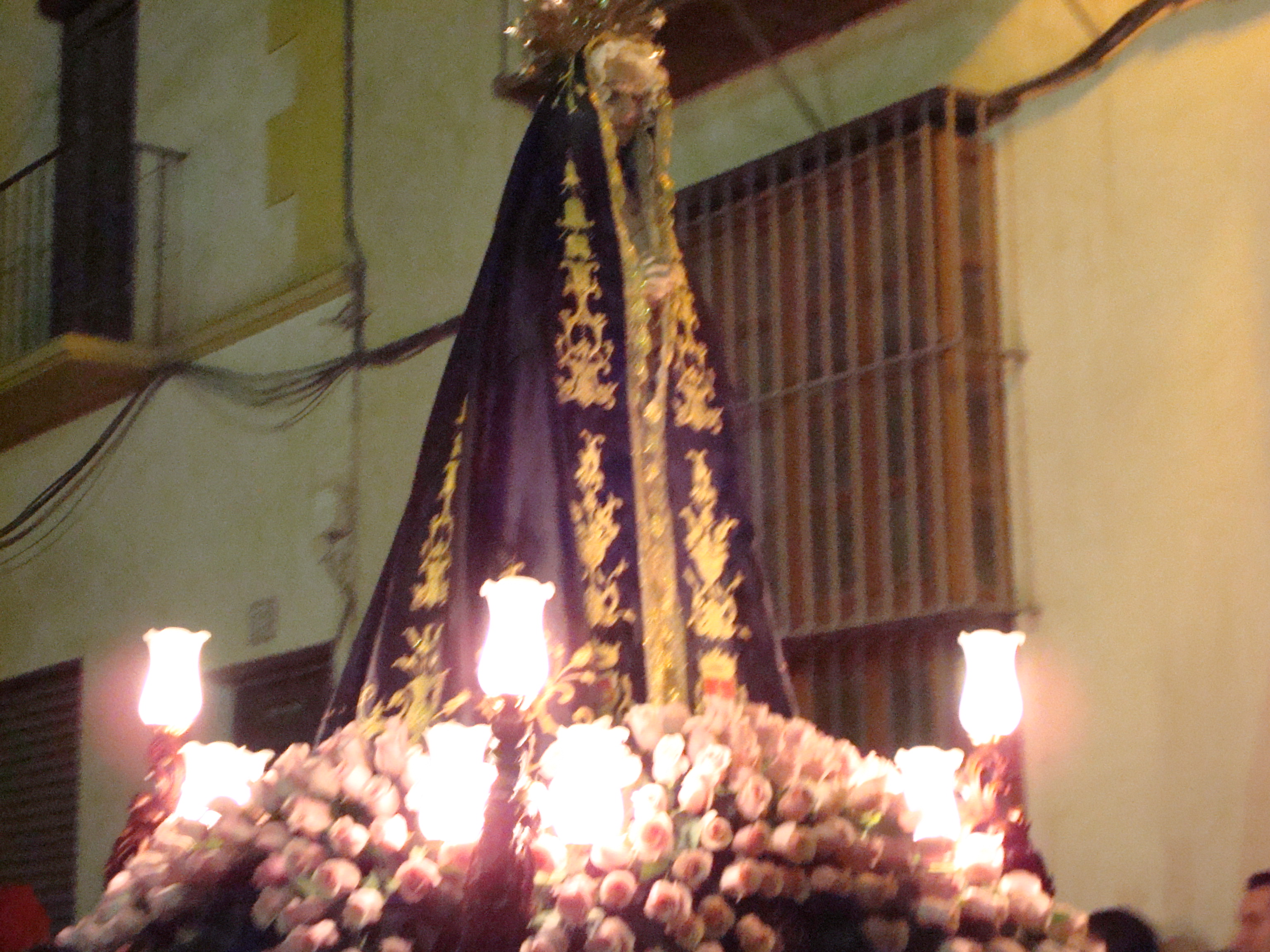
La procesión por las calles del casco antiguo

Los aledaños de la antigua Colegiata de San Patricio, las calles antiguas del entorno de la lorquina plaza de España, acogen en la noche del Sábado de Pasión la procesión de la Curia, organizada por el Paso Negro.
Se trata de una procesión de corte tradicional, no de un desfile bíblico. La austeridad es elemento básico de la misma, en la que, sobre unas sencillas andas procesiona la imagen de la Virgen de la Soledad, obra de José Sánchez Lozano. Las representaciones del resto de pasos se limitan a la presencia de su estandarte y sus agrupaciones musicales.

### Domingo de Ramos

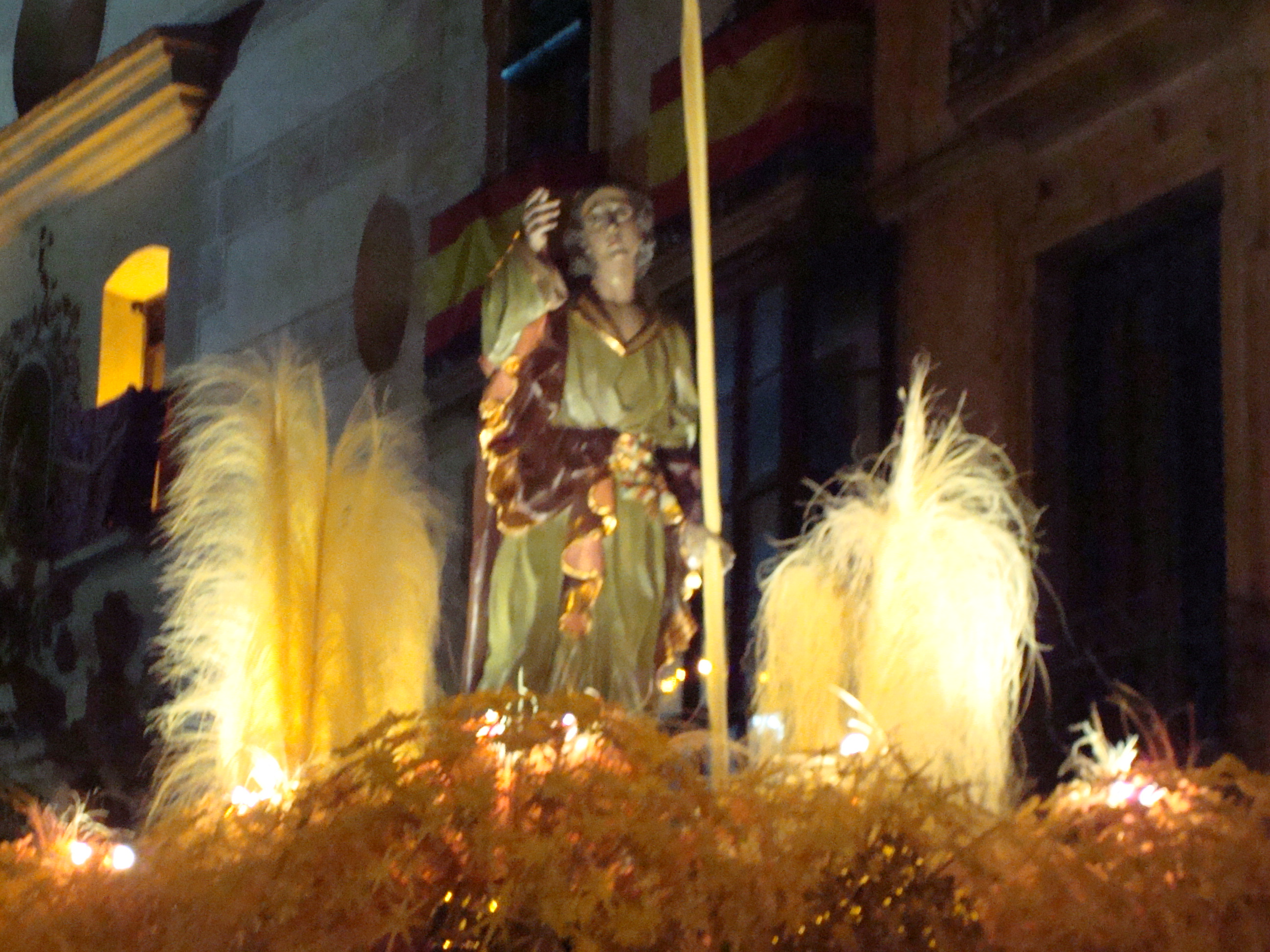
San Juan Evangelista desfila el Domingo de Ramos

El segundo desfile bíblico de los lorquinos tiene lugar en la tarde del Domingo de Ramos en un cortejo que, aún presidido por la Hermandad de la Curia, tiene como principal protagonista al pueblo hebreo, del Paso Blanco.

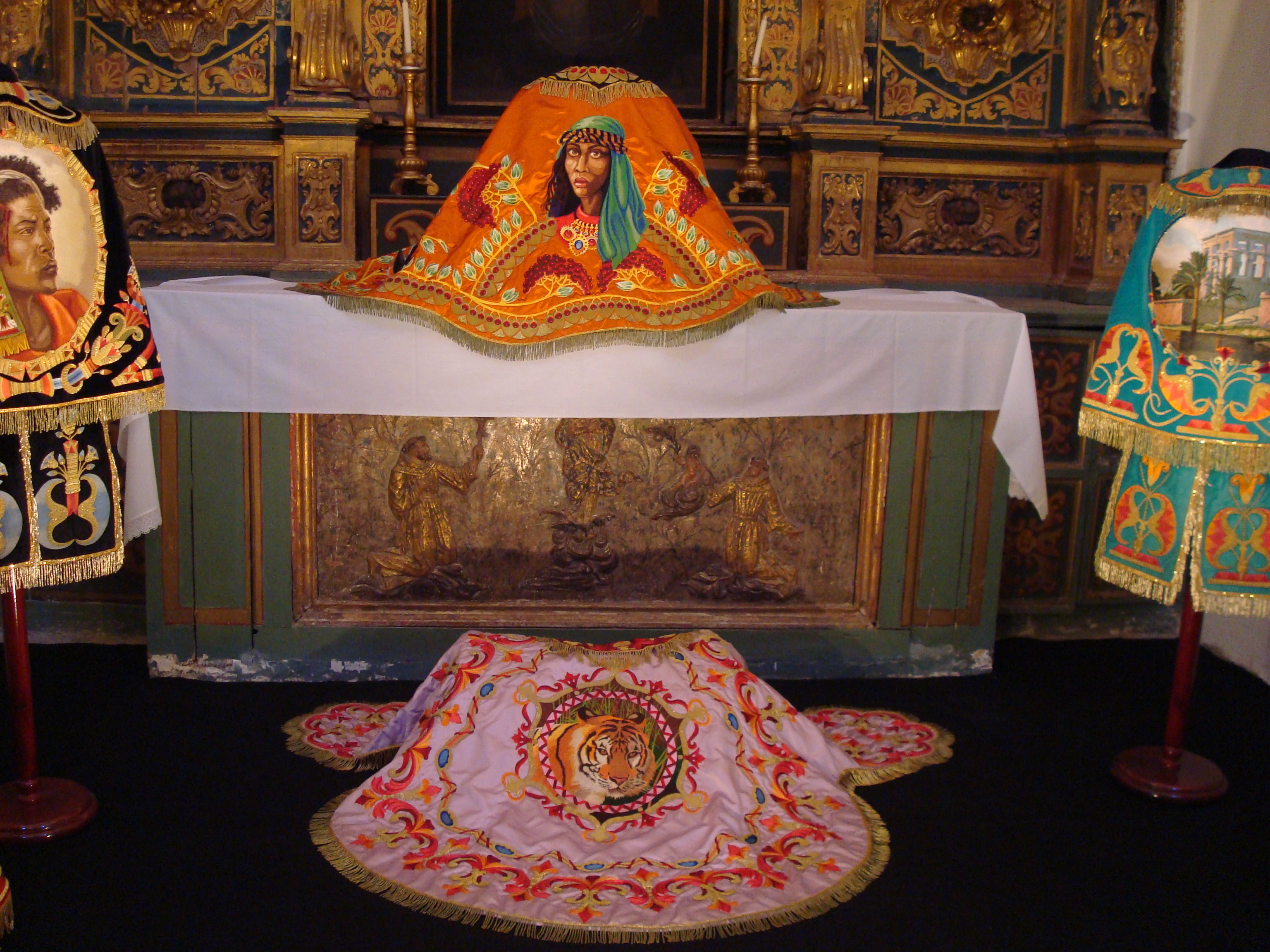
Capetas bordadas del Paso Azul

La representación Bíblica del Paso Azul es romana, etíope y fundamentalmente egipcia, destacando las figuras del Faraón Ramses II y la princesa Meiamén, que salvó a Moisés de las aguas del Nilo. Dentro del Grupo del Faraón aparecen también las siete bigas egipcias.
La representación Bíblica del Paso Blanco es hebrea, destacando los reyes David y Salomón, acompañados de su séquito y el grupo más característico de esta procesión, el Pueblo Hebreo, que recorre las calles de Lorca del Domingo de Ramos desde 1855. Participan miles de blancos y blancas vestidos con túnicas, para celebrar la entrada de Jesús en Jerusalén, portando palmas, ramas de olivo y repartiendo caramelos. Tras ellos desfila, en trono de andas, con una ornamentación de palmas, la imagen de San Juan Evangelista de Castillo Lastrucci (1973) a hombros de sus portapasos al ritmo de la Agrupación Musical Nuestra Señora la Virgen de la Amargura.
Cierra la procesión la imagen titular del Paso Negro, la Virgen de la Soledad, escoltada por mayordomos con toga, tradición de esta Hermandad, integrada por miembros de la judictadura. El manto es una obra realizada en terciopelo negro, bordado en oro y sedas. En la parte superior presenta dos escudos bordados en oro: a la derecha el Ayuntamiento de Lorca y a la izquierda el Colegio de Abogados de Lorca. En la parte inferior muestra tres medallones bordados en seda: el medallón central representa una imagen de la piedad, inspirada en La Piedad de Miguel Ángel y dos medallones a los lados más pequeños que representan unos ángeles, inspirados en el modelo iconográfico de la Capilla Sixtina.

### Jueves Santo

#### Desfile Bíblico Pasional

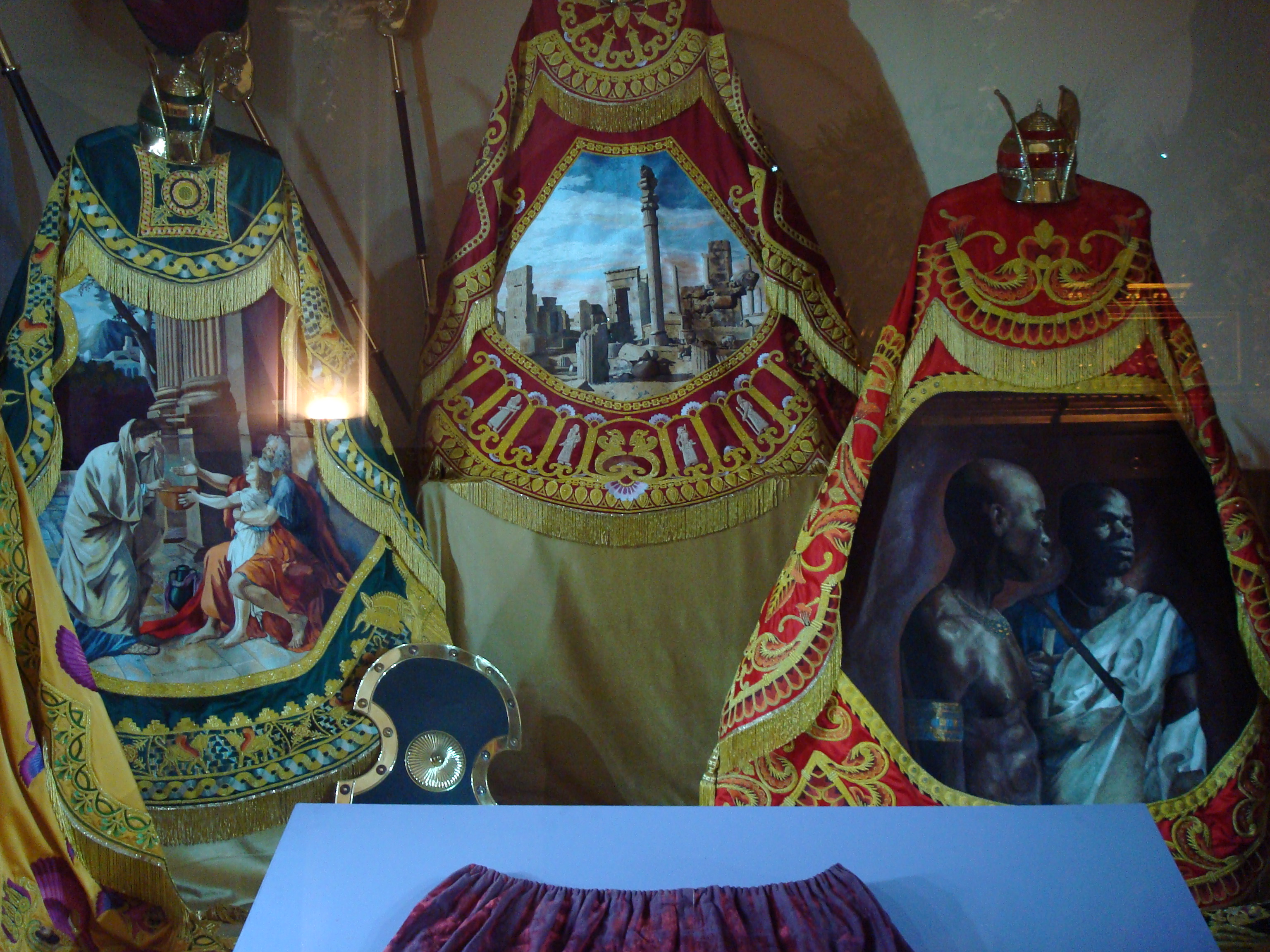
Mantos bordados del Paso Blanco

El Jueves Santo tiene lugar el primero de los dos grandes desfiles bíblicos lorquinos. En el mismo azules y blancos sacarán a la calle gran cantidad de elementos a caballo, grupos completos de Egipto, el pueblo judío o símbolos del Triunfo del Cristianismo, así como alguna de las grandes carrozas que ocupan completamente el ancho de la avenida Juan Carlos I.

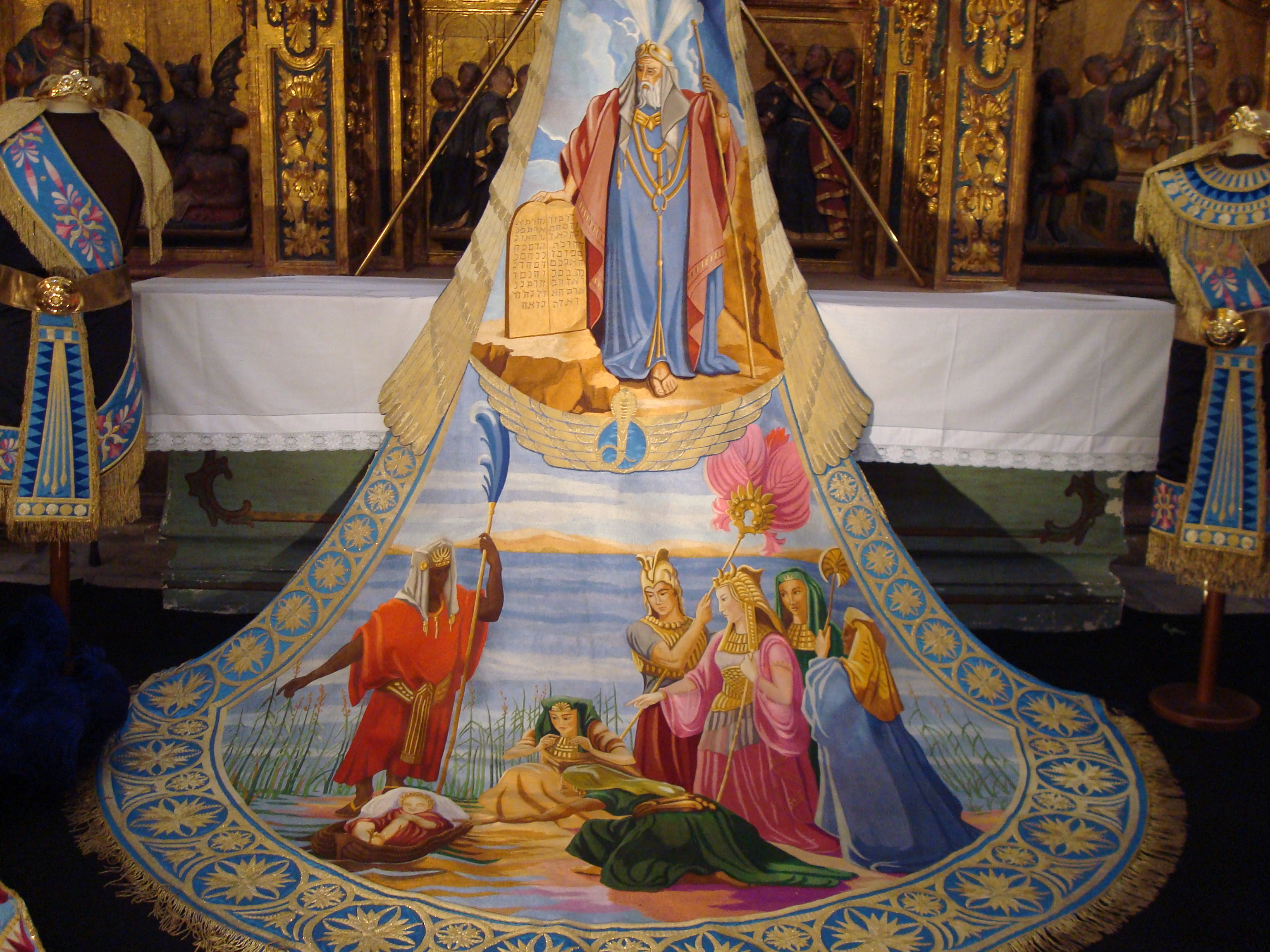
El manto de Moisés en el Nilo del Paso Azul

Podemos destacar dos aspectos dentro de esta procesión: el cortejo bíblico, que esta noche representa el sufrimiento del pueblo hebreo a manos de las civilizaciones que lo sometieron, como Egipto, Babilonia y Roma; y su sentido religioso y pasional, en el que se refleja el sufrimiento de Jesús durante la Última Cena, momento en el que instaura el Sacramento de la Eucaristía, intuyendo su propia muerte.
Caracterizando a los personajes del Antiguo Testamento, los miembros de las cofradías lorquinas, vestidos con ricos mantos, desfilan a caballo, en bigas, cuadrigas, sigas y carrozas.

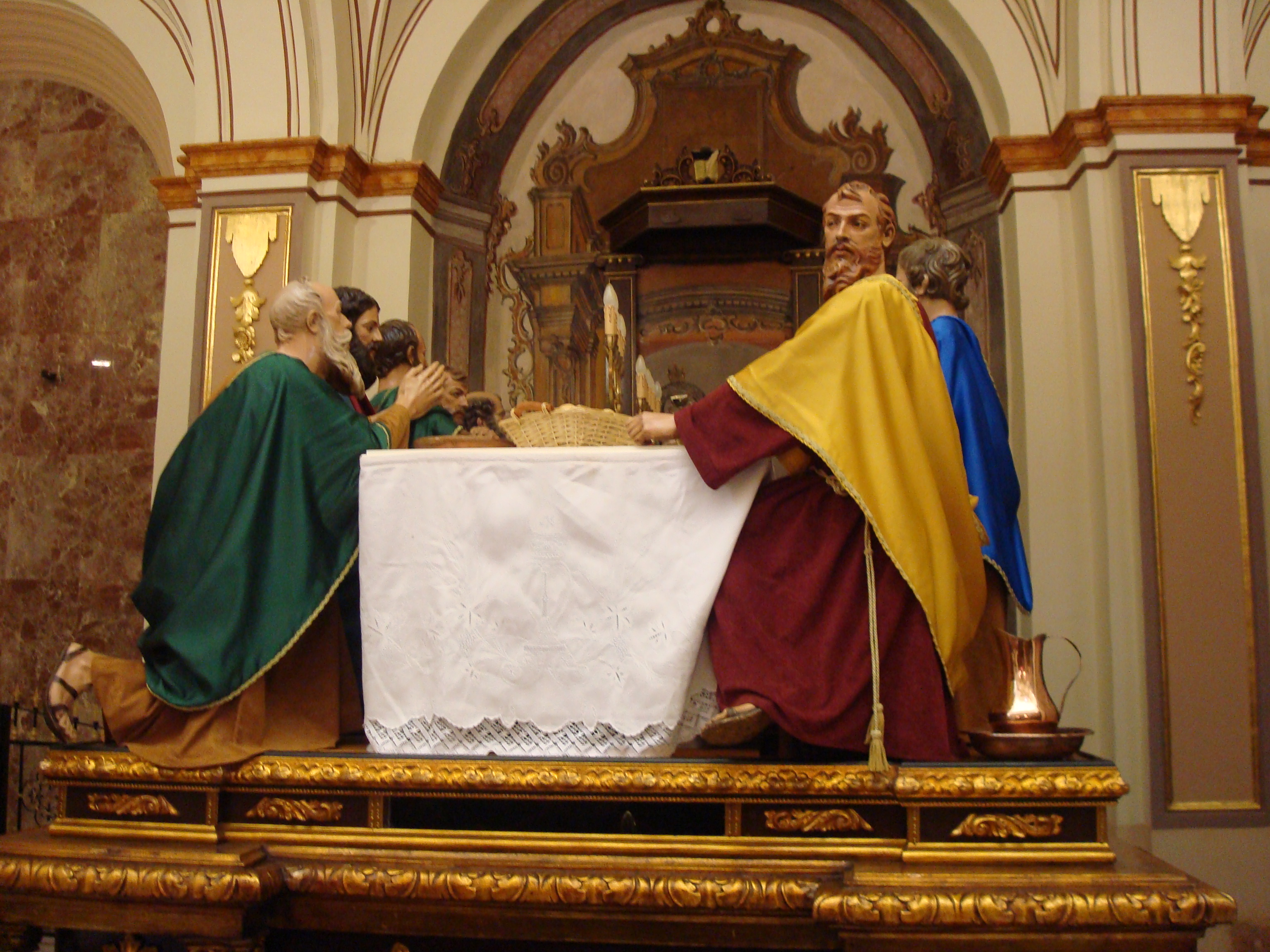
La Última Cena

La Cofradía del Santísimo Cristo del Perdón, el Paso Morado, preside la procesión de Jueves Santo desde el año 1800. Esta tarde muestra todo su patrimonio artístico en la denominada Procesión del Perdón. En primer lugar destacan sus cuatro tronos que salen por este orden: Última Cena, de Nicolás Salzillo (1700) y José Jerique (1953), Jesús Nazareno del Perdón (Roque López, 1787), Monte Calvario (anónimo, Dolorosa atribuida a Roque López, 1802 y Manuel Carrillo, 1942) y María Santísima de la Piedad (Antonio García Mengual, 1982). También figura en la procesión la imagen del Santísimo Cristo de la Misericordia (Isabel Biscar, 1944), portada a hombros por los Hermanos del Socorro.

#### Procesión del Silencio

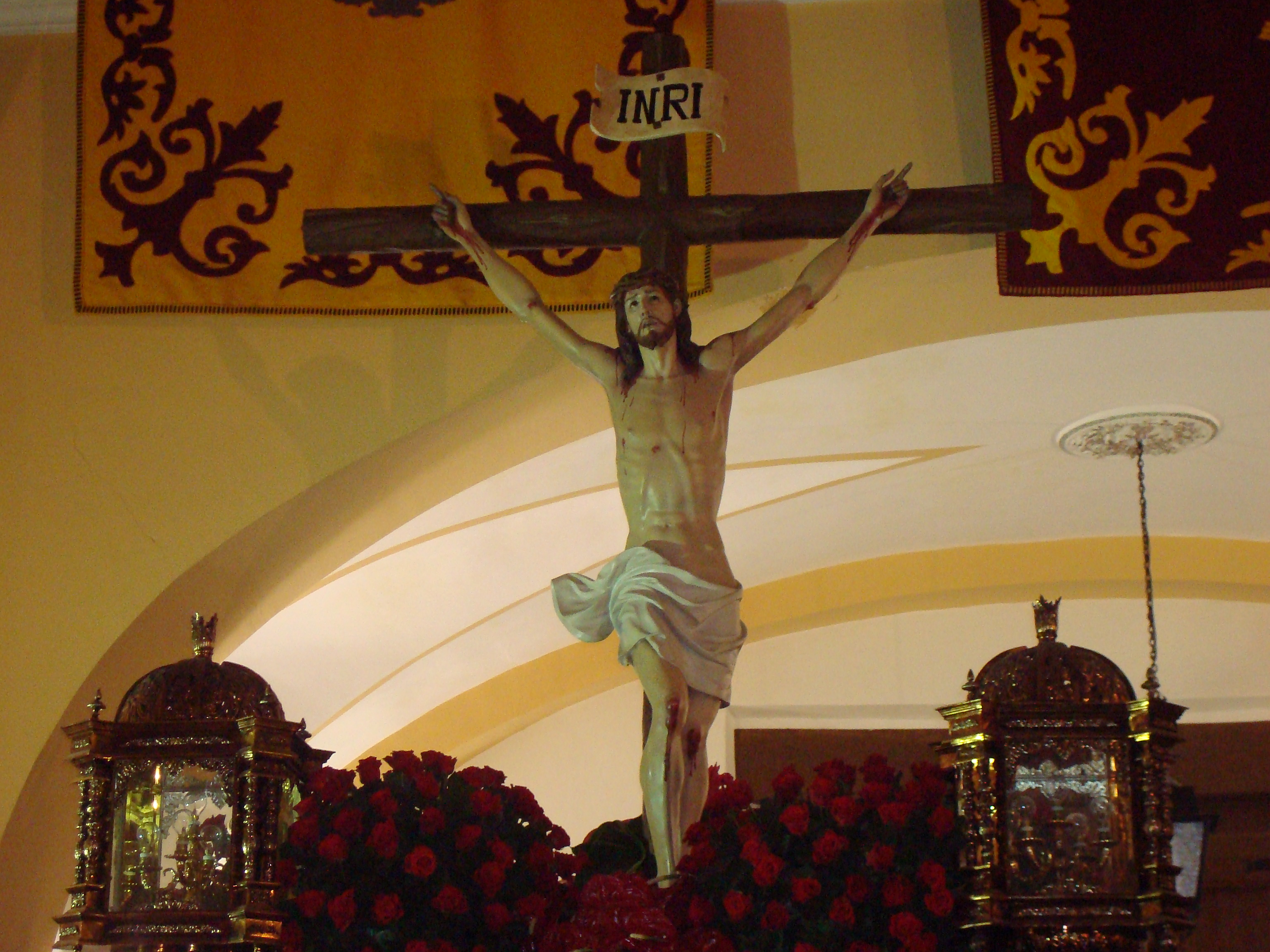
Cristo de la Sangre, Paso Encarnado

Al finalizar el Desfile Bíblico de la tarde del Jueves Santo, desde el barrio de San Cristóbal parte la procesión del Silencio, un cortejo totalmente diferente, sin grupos bíblicos, que organiza el Paso Encarnado.
Tres imágenes procesionan este día: el Señor de la Penitencia, una obra de José Hernández Navarro en 1999, la Virgen de la Soledad (José Sánchez Lozano, 1963) y el Titular de la Cofradía, el Cristo de la Sangre (José Jerique Chus, 1948). Las tres imágenes recorren las calles del barrio en un ambiente de estricta religiosidad. Participan en la procesión todas las cofradías con sus estandartes-guion y una representación de los Coloraos de Murcia. El silencio solo se rompe con la voz de los santeros acompañados de la melodía de la Agrupación Musical Stmo Cristo de la Sangre.

### Viernes Santo
El Viernes Santo es el día más destacado de la Semana Santa lorquina. Con todo, antes de comenzar el recorrido por las sedes de los pasos para ver la exposición de los enseres que procesionarán en el Desfile Bíblico de la tarde, tiene lugar el Vía Crucis al Calvario.

#### Vía Crucis al Calvario

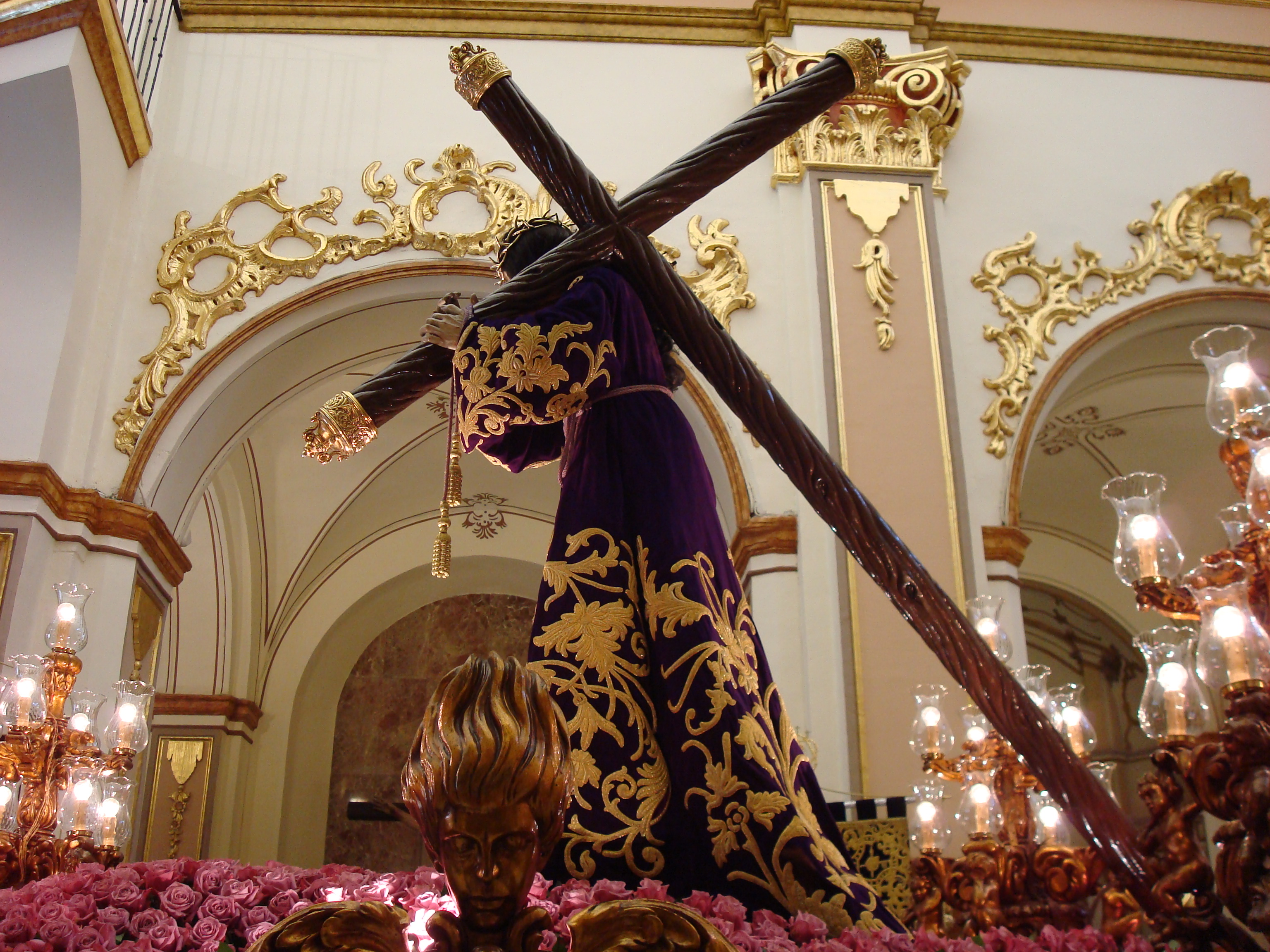
Una de las imágenes del Paso Morado

En la mañana del Viernes Santo, el Paso Morado organiza un Vía Crucis en el que llevan en andas tres imágenes de esta Cofradía (San Juan, el Stmo Cristo del Socorro y la Dolorosa) y con ellas se encaminan a una ermita conmemorativa del Calvario en las afueras de Lorca. El rezo de las estaciones se hace de una forma peculiar desde antiguo por los llamados “rezaores”. El monte Calvario junto con el Vía Crucis fue declarado BIC.

#### Desfile Bíblico Pasional
El de Viernes Santo es el más importante de los desfiles que tienen lugar en la Semana Santa lorquina. Miles de personas asisten al mismo, que es, además el más concurrido por las diferentes cofradías lorquinas, que acuden a él con lo más destacado de su patrimonio.
Preside el Cortejo el Muy Ilustre y Cabildo de Nuestra Señora la Virgen de la Amagura en la Real y Muy Ilustre Orden-Archicofradia de Nuestra Señora la Virgen del Rosario Paso Blanco con su estandarte Guion. A continuación desfila el Paso Encarnado con las imágenes de la Santísima Virgen de la Soledad Coronada y del Santísimo Cristo de la Sangre.
El Paso Morado interviene con su Procesión de la Virgen de la Piedad y del Titular de la Cofradía.

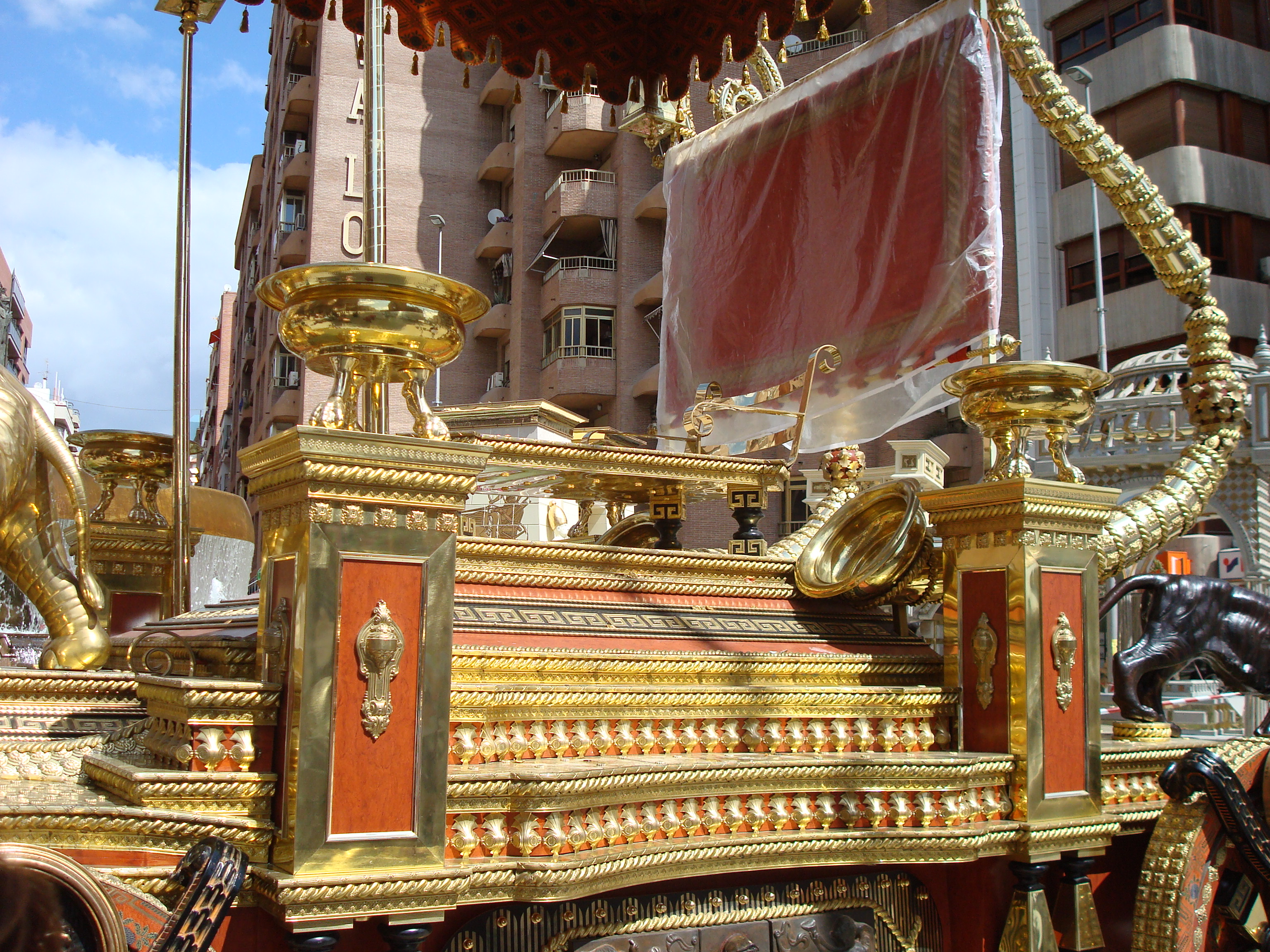
Carroza de Julio César

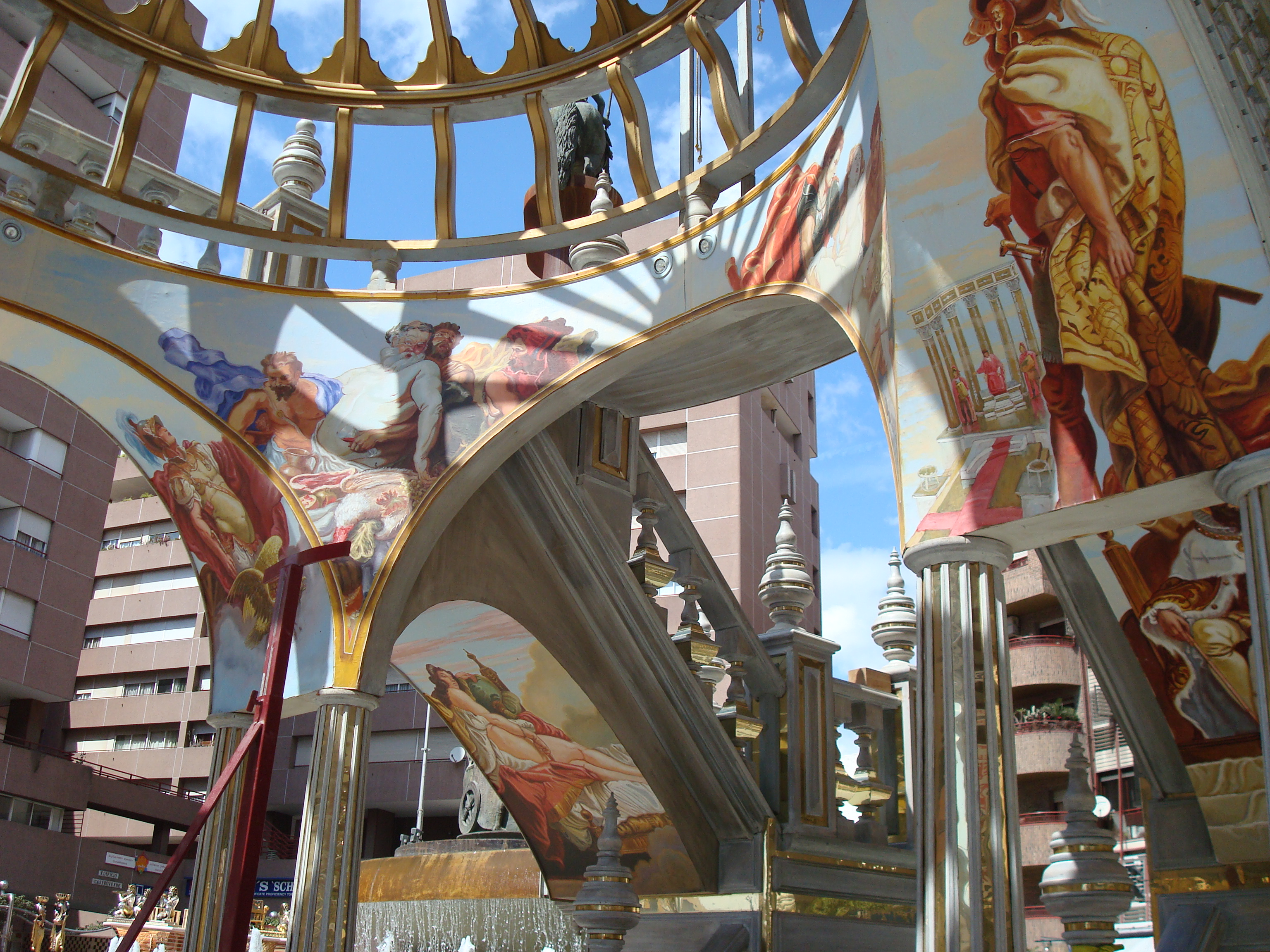
Carroza del Ángel Caído

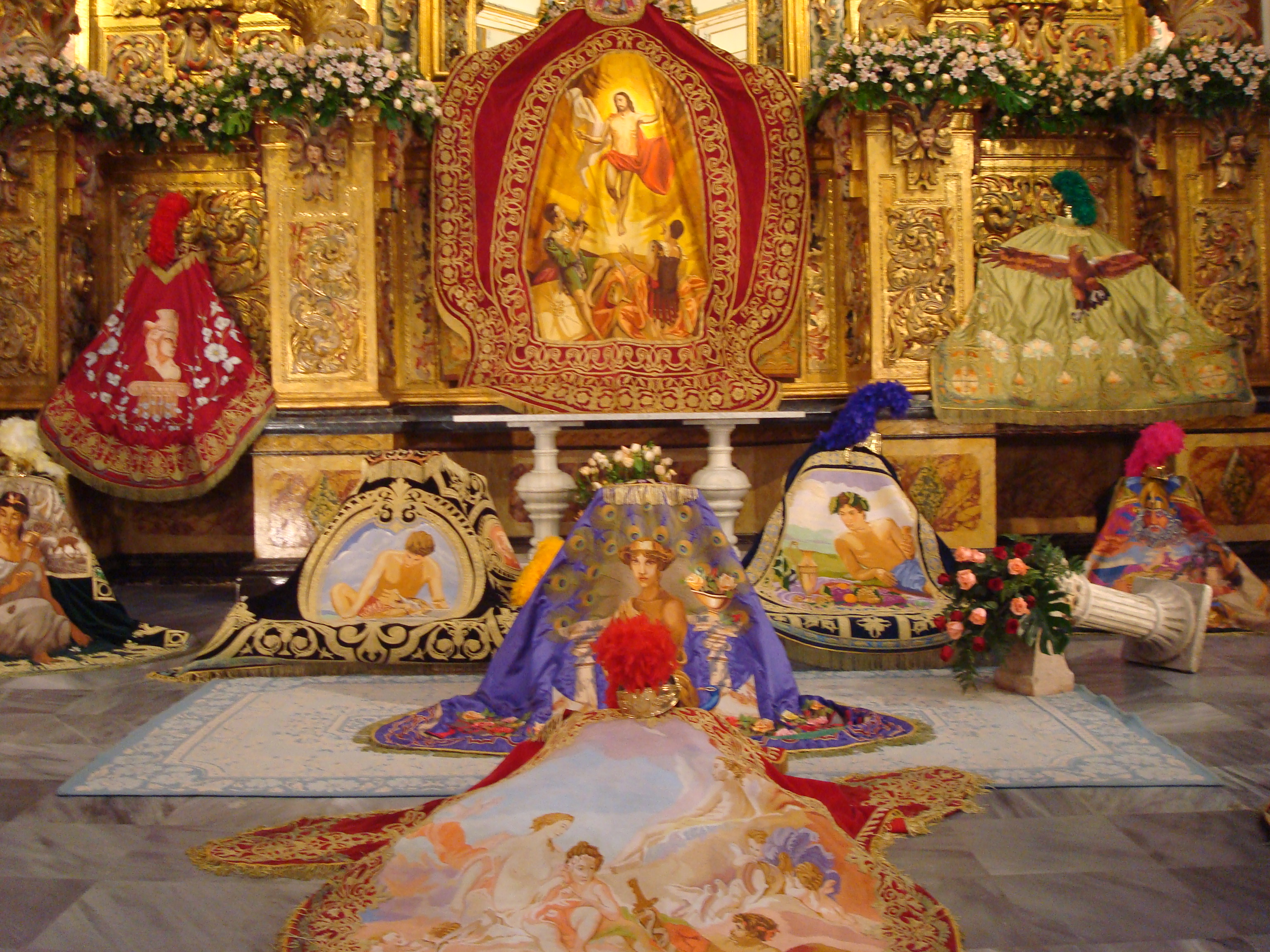
Mantos del Triunfo del Cristianismo

El Cortejo del Paso Azul representa el camino recorrido por el patriarca Moisés y su pueblo, pasando por las civilizaciones de Egipto y Roma hasta llegar al destino final, el Triunfo del Cristianismo y la Redención de la Humanidad. Abre la procesión del Paso Azul el estandarte de la Santísima Virgen de los Dolores a continuación vienen los exploradores que mandó Moisés a la tierra prometida. La infantería romana y la primera bandera del paso introducen a los personajes de Antíoco IV Epifanes, la profetisa Débora y Ptolomeo IV Filopator. Llega la entrada del Faraón de Egipto acompañado de su caballería etíope, Moisés, Meiamén y las profetisas egipcias. Roma con la carroza del Emperador Julio César tirada por caballos, Cleopatra, que desfila en una gran litera, la caballería egipcia, y Nerón (en una enorme carroza que acapara toda la carrera). Tras las cuadrigas de la Dinastía de los Flavios, la caballería romana y Tiberio anuncian la llegada del Triunfo del Cristianismo, representado por la Caballería del Triunfo y la Carroza del Ángel Caído.
Tras la representación bíblica azul, seis nazarenos de raso introducen el cortejo pasional: El Triunfo de la Redención.

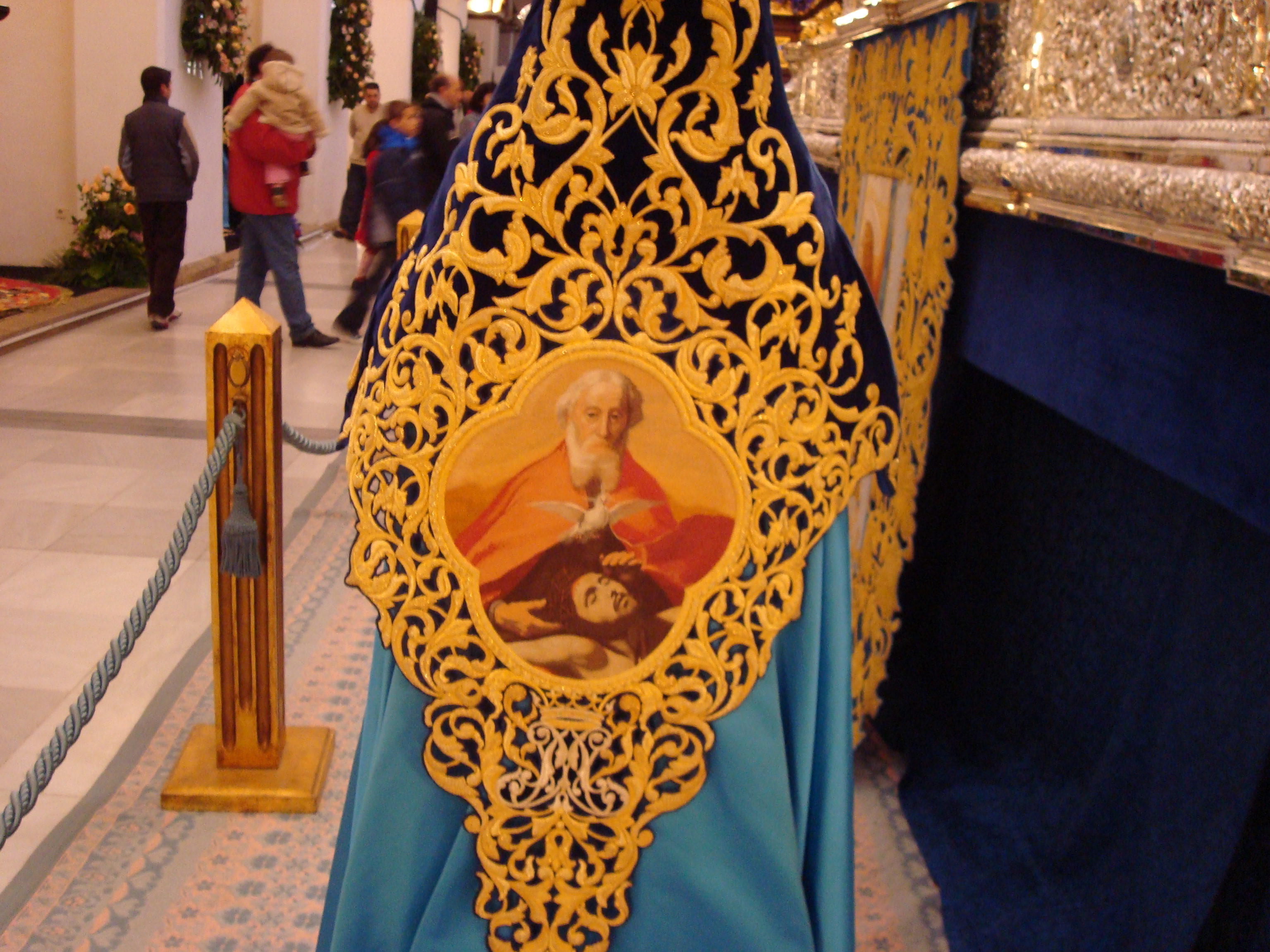
Detalle de uno de los Nazarenos de la Virgen

Llega el  La Santa Cruz, el Gran Penitente, Simeón y Pilatos que anuncian el drama. El estandarte del Cristo Yacente, obra de Emiliano Rojo, los nazarenos que le siguen y los diáconos, preceden a la imagen del Santísimo Cristo de la Buena Muerte en trono de andas portado por 90 portapasos, le acompaña la Banda de Tambores y tres nazarenos. A contiunuación los estandartes de El Ángel Velado, San Juan y la Magdalena y El Reflejo, denominado así por ser la viva imagen de la antigua talla de la titular Azul, del lorquino José Manuel Martínez Castillo, desaparecida en la guerra civil española. Los 12 nazarenos de la Virgen y una cruz guía preceden al Trono en andas labrado en plata y marfil de la Sagrada Imagen de la Santísima Virgen de los Dolores. Los 7 nazarenos que representan los 7 Dolores de la Virgen, los Cuatro Evangelistas que la escoltan a caballo y los nazarenos de cierre clausuran el Cortejo.
El estandarte Guion del Paso Negro separa el Cortejo Azul del Cortejo Blanco.
El Paso Blanco culmina esta procesión con el Cortejo de la Salvación, el camino hacia ella a través de las civilizaciones romana, babilónica, asiria y persa, presentes en el Antiguo Testamento, todas ellas opresoras del pueblo judío, hasta encontrarla en el Evangelio según San Juan, en el Nuevo Testamento.
Inicia el Cortejo Blanco el Estandarte del Rosario, la Bandera del Paso Blanco y los Nazarenos del Cabildo. Llega el grupo de Roma con la quintiga de Octavio César Augusto, las cuadrigas de Teodosio I El Grande, Licinio y Constantino I el Grande y por último la siga de Majencio.
Le sigue el grupo a caballo formado por Santa Elena, Constancio Cloro y Fausta, después una caballería romana formada por un legado y cinco tribunos. Finaliza el conjunto de Roma la Caballería Imperial compuesta por Maximiano, Diocleciano, Maximino Daya, Juliano el Apóstata y Galerio.

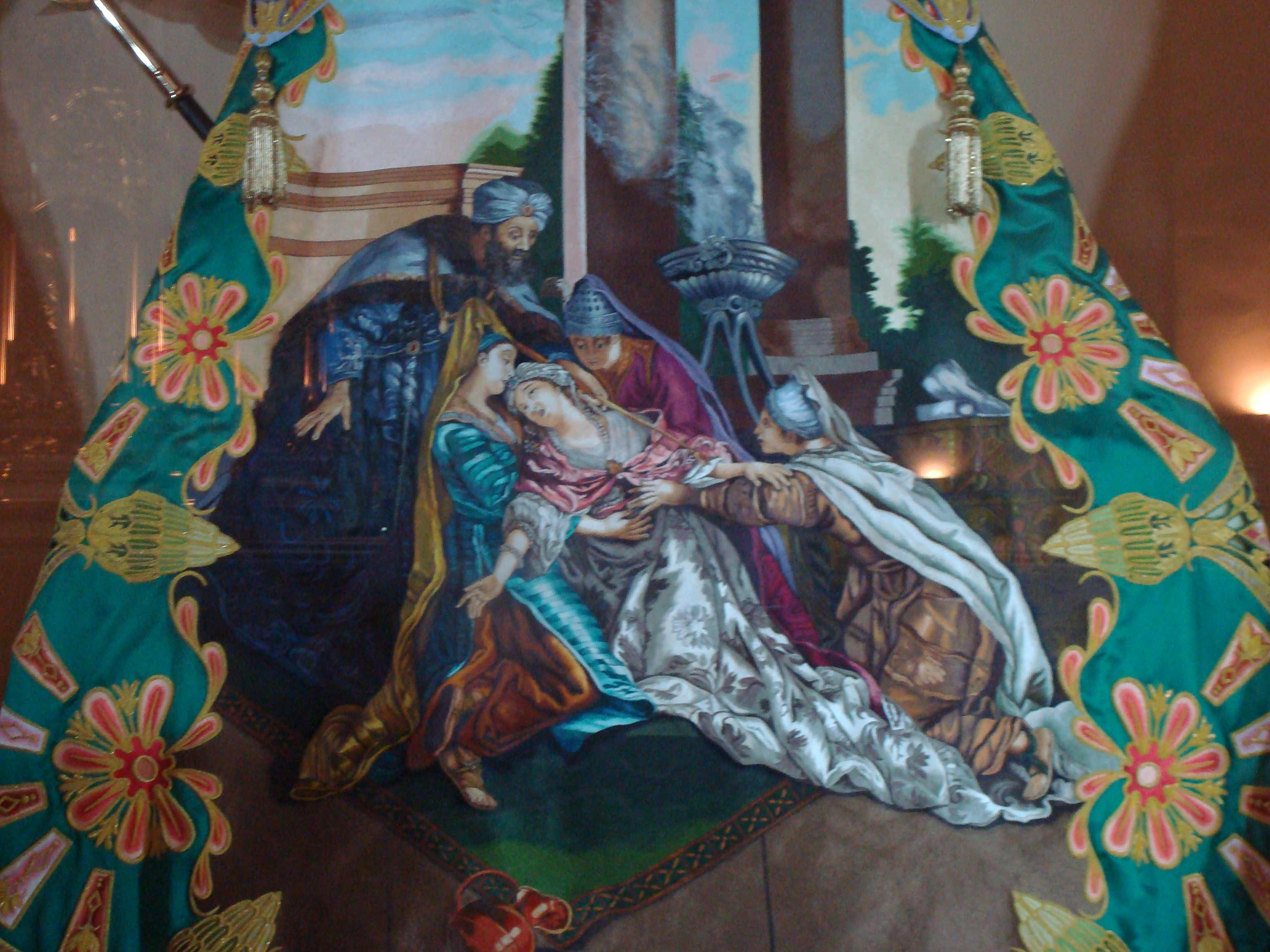
Manto de Esther

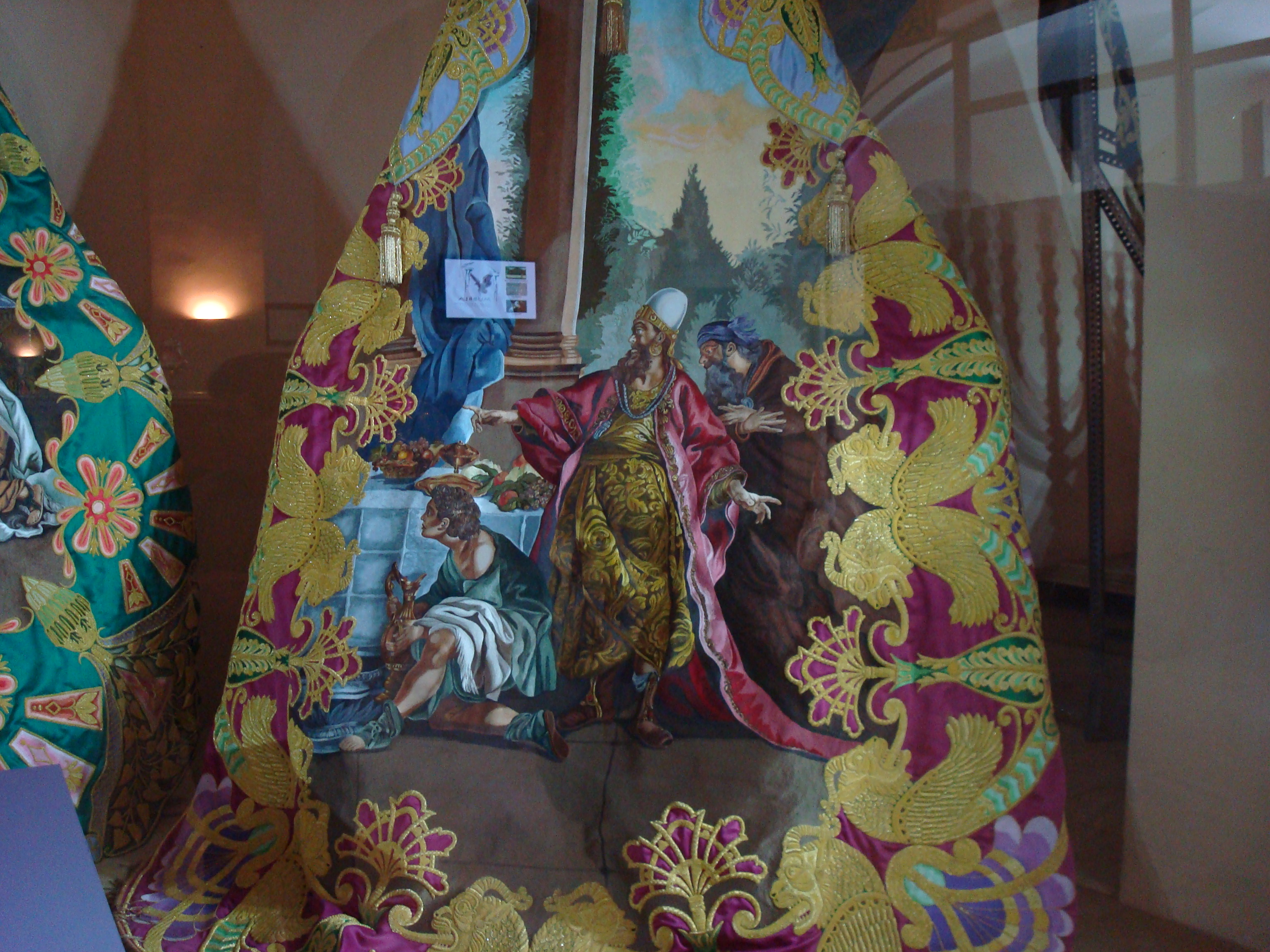
Manto de Asuero

Antes que Roma cae Babilonia, representada por el grupo del rey Nabucodonosor II en una carroza tirada por esclavos. Según el Antiguo Testamento, Esther, nacida en Babilonia, se desposó con el rey Persa Asuero. Este dictó una orden de exterminio contra el pueblo judío, ley que derogó al conocer que su propia esposa era hebrea. Esther lo hizo público y con ello salvó su vida y la de miles de inocentes. Esta historia la representa el grupo de Esther y Asuero, en bigas, precedidos de la infantería Persa y la Corte, y seguidos de la caballería del grupo, compuesta por ocho jinetes.
Llegan las tribus de Israel, primero el grupo del Rey David, compuesto por el propio rey, la caballería de sus esposas y la infantería judía. Después el grupo del Rey Salomón, que desfila en una biga, precedido de su corte y del Caballo del Respeto, el único sin montura. Le sigue la caballería del rey y sus heraldos. Le sigue el grupo de la Reina de Saba, compuesto por la biga de Menelik I, la corte de esclavas de la reina y la propia Reina de Saba en una espectacular carroza. Cierra la procesión bíblica el Grupo del Cisma de las Tribus de Israel: la caballería de las 10 tribus del reino del Norte, encabezadas por Jeroboam en una triga; y la caballería de las 2 tribus del Sur, con Roboam en una biga y los Jefes de las Tribus.

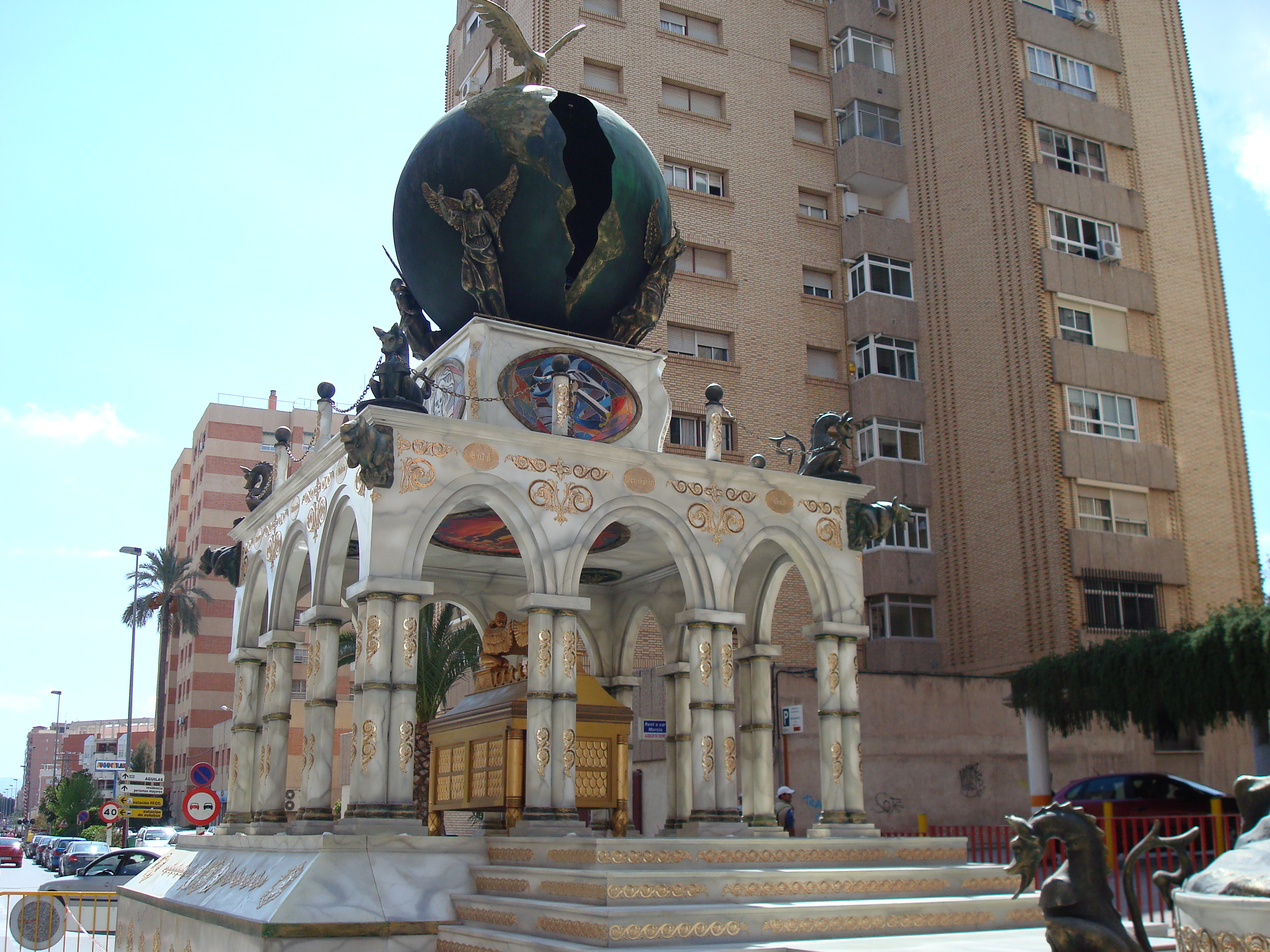
Carroza de la Visión de San Juan

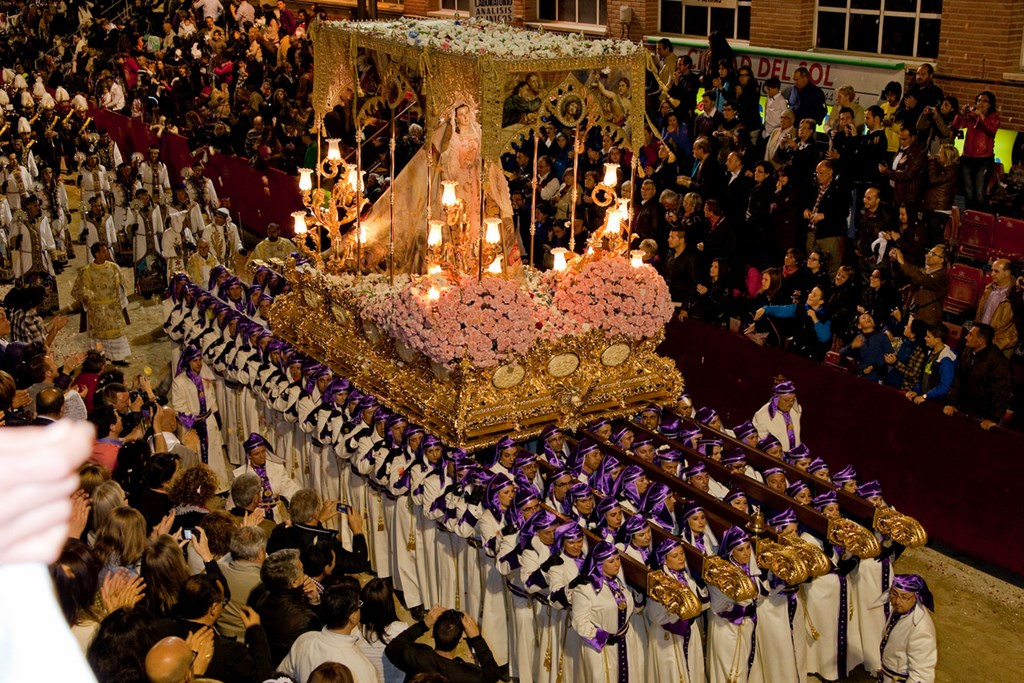
Virgen de la Amargura, Imagen que Preside la procesión del Viernes Santo

Llega el Cortejo Religioso Blanco, el Cortejo de la Salvación, reflejo del Evangelio según San Juan, Santo Patrón del Paso Blanco.
La Bandera centenaria y los Nazarenos del Cabildo introducen el Cortejo Religioso y anuncian la llegada del Grupo de la Visión Apocalíptica de San Juan.
Llega el Estandarte de San Juan y sus nazarenos. A continuación la Caballería de la Visión de San Juan, después la Carroza de la Visión de San Juan y tras ella los cuatro jinetes del Apocalipsis.
Tras ellos la talla del Evangelista, San Juan, en trono de andas. Los portapasos del trono desfilan siguiendo las directrices que marca la Agrupación Musical Juvenil Nuestra Señora la Virgen de la Amargura vestidos de Romanos, haciendo dos vueltas en carrera, la primera acompaña a la Infantería Romana del Paso Blanco y la segunda acompaña al patrón de esta cofradía, San Juan Evangelista.Tras este grupo Sanjuaista llega el Estandarte de la Santa Faz y los nazarenos de la Santa Verónica que preceden a la imagen de la Santa Mujer Verónica en trono de andas realizado en plata y portado por mujeres portapasos.
En última instancia, aparece el Estandarte de la Santísima Virgen de la Amargura. A continuación los nazarenos que representan los Misterios del Rosario cuyos bordados recuerdan diferentes estilos arquitectónicos, preceden el trono de la Santísima Virgen de la Amargura. La reconfiguración de la secuencia narrativa de la procesión del Viernes Santo en los tiempos del barroco supuso la incorporación de la advocación de la Virgen de la Amargura pensada para representar la escena inmediatamente posterior a la muerte de Jesús.
Se trata de una talla realizada a semejanza de la original de Salzillo, desaparecida en la guerra civil española, La bellísima imagen de la Virgen de la Amargura se debe a la gubia del imaginero murciano José Sánchez Lozano, la búsqueda de la belleza y cierto naturalismo idealizado propio del escultor Sánchez Lozano, la acerca a una exquisita belleza que nos acerca a Dios e invita a la devoción por una madre perfecta.
Solo procesiona la noche del Viernes Santo. 

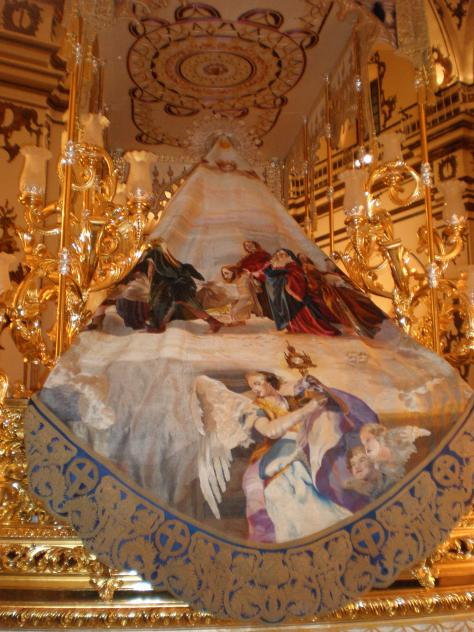
Manto Virgen de la Amargura

La Virgen de la Amargura luce el manto con mayor extensión bordada de cuantos desfilan en la procesión de Lorca, siendo imposible percibir por ningún lado la tela sobre la que se bordó (todo él, es un inmenso tapiz) realizado por Emilio Felices en 1928.
En la parte central está representado el Santo Entierro de Ciseri. Compone el grupo las figuras de San Juan, San José de Arimatea y San José Nicodemus, que llevan en la Sagrada Sábana el cuerpo sin vida de Jesús, y a los que acompañan la Virgen María y la Magdalena.
Bajo la escena principal se incorpora una versión de El ángel de la Eucaristía de Giambattista Tiépolo y dos grandes a modo de velos laterales que, salpicados de ángeles y querubines, muestran como si de un gran teatro se tratara el entierro del Salvador de la Humanidad.
En la parte superior se representa a Dios Padre.
El resto está bordado con nubes y ángeles, y una gran cenefa orla el manto por completo.
El palio de la Virgen es también obra de Emilio Felices en 1915.
Envuelto en trazas de corte gótico y enmarcado en un rosetón encontramos una versión de Felices de Cristo coronado de espinas obra original de Guido Reni articulando la composición flanqueada por dos escenas de mayor tamaño y marco mixtilíneo.
En la primera de ellas y en la zona izquierda del espectador aparecen representados Cristo y San Juan, su discípulo amado, figuras versionadas del óleo Cristo y Judas, cuyo autor es Adolf Schmitz, invirtiendo en este caso su posición para que se adecuaran mejor al irregular espacio triangular.
En la zona de la derecha aparece bordada la conocida imagen del ángel que tallara Salzillo en 1754 para el grupo escultórico de La oración en el huerto. La figura presenta una gran fuerza y movimiento acusado por la composición diagonal que apuntalan el ala extendida y el brazo indicando la dirección al Cielo.
El conjunto del paño frontal se cierra con un elegante festoneado en oro de corte gótico y calados de cardinas pareadas rematadas en borlones de oro.
En el paño frontal aparece:
Jesús y San Juan en la Última Cena.
El Ángel de Salzillo.
Y la cara de Jesús coronado de espinas en el medallón central.
Cierra esta procesión los Mayordomos de la Virgen de la Amargura y La Agrupación Musical Nuestra Señora la Virgen de la Amargura vestidos con traje de máxima gala, con un casco de plumas blanco y un traje inspirado en la Guardia Real (Este traje solo lo lucen cuando sale la Virgen de la Amargura).

### Domingo de Resurrección

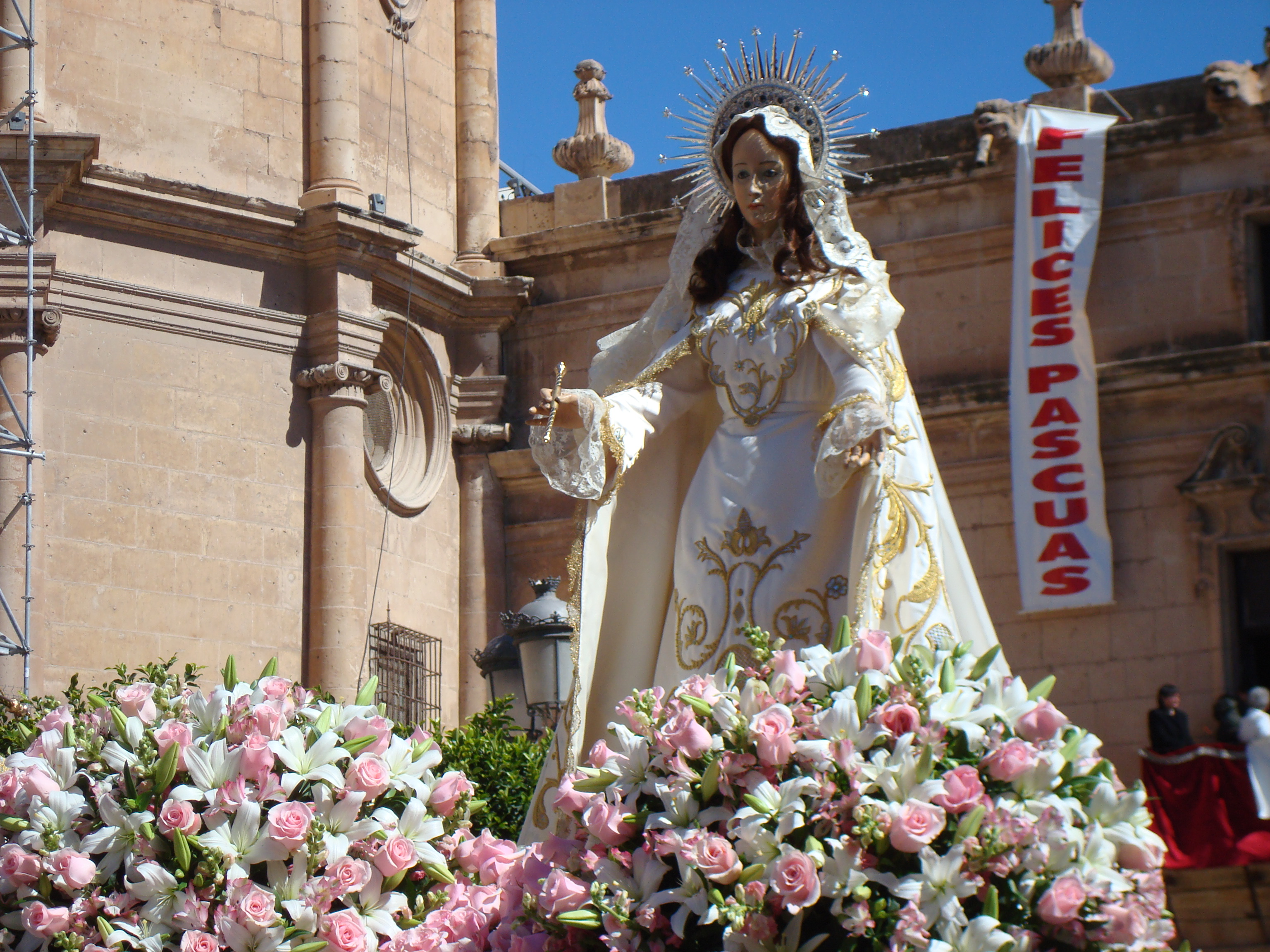
Virgen de la Encarnación

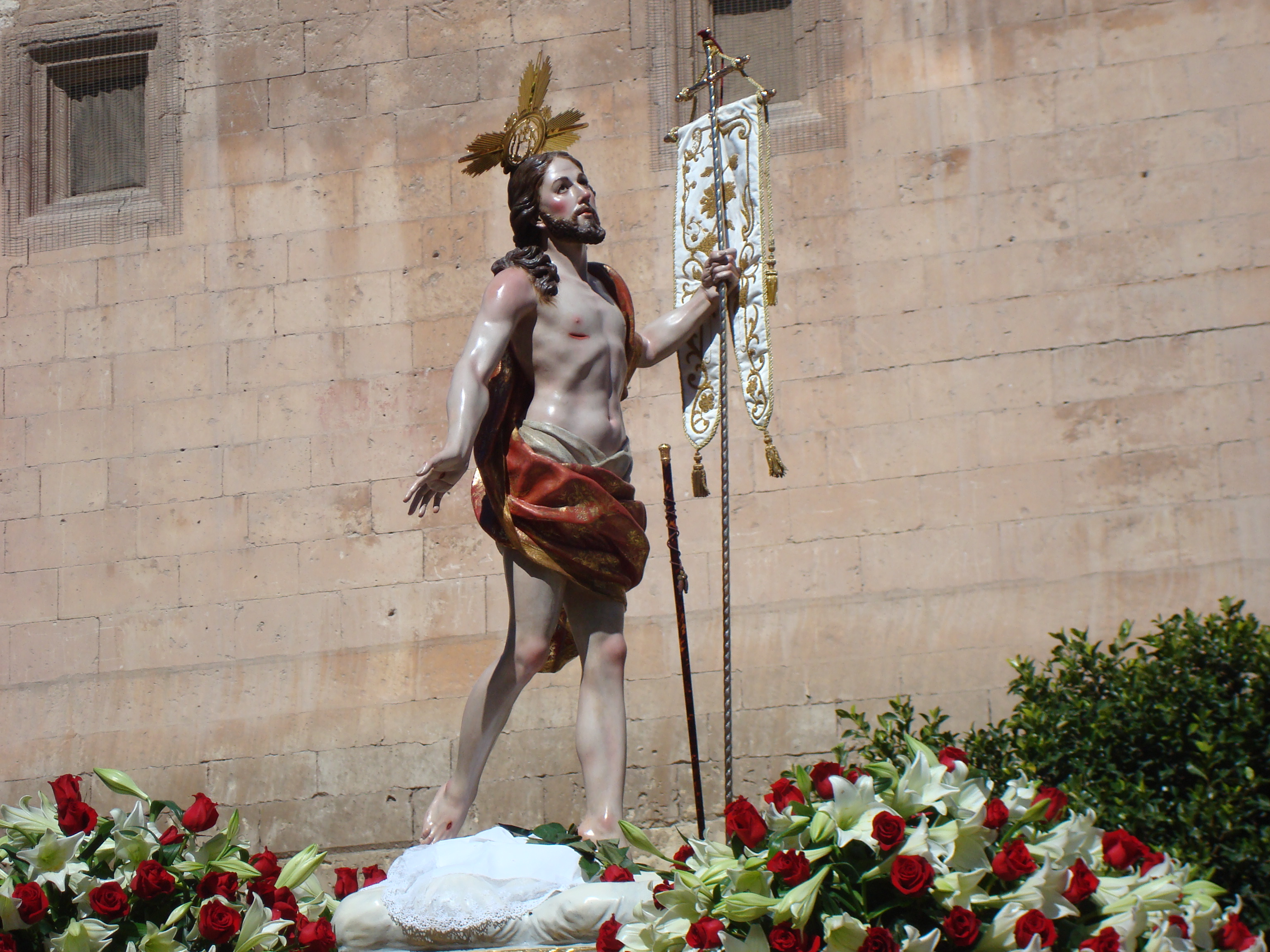
Jesús Resucitado

La mañana del Domingo de Resurrección tiene lugar la última de las procesiones lorquinas: la de la Resurrección, que partiendo de la Colegiata de San Patricio recorre parte del casco histórico lorquino con las imágenes de Nuestro Señor Jesús Resucitado (Roque López) y María Santísima de la Encarnación y Asunción (José Jerique Chús, 1941).

## Otros actos importantes de la Semana Santa lorquina
Al margen de los desfiles bíblicos y las procesiones, algunos actos de la Semana Santa lorquina son también sumamente destacados.
El primero de ellos, la Serenata a la Virgen de los Dolores, tiene lugar en la víspera del Viernes de Dolores, cuando a última hora de la misma, miles de azules se congregan en la puerta de la iglesia de San Francisco, sede de su Cofradía para felicitar a su manera a su Titular en la que habrá de ser, a las doce de la noche, su festividad.
También un acto característico de la Semana Santa lorquina tiene lugar cada tarde, en las vísperas de los desfiles bíblicos. Las banderas de los pasos se han colocado en determinados lugares del casco antiguo lorquino, donde la escuadra romana y un grupo de mayordomos, a los sones de los himnos de los pasos ("El Tres" en el caso de los blancos, "Las Caretas" en el de los azules) van a recogerlas acompañados de centenares de enfervorizados seguidores, que portan y agitan pañuelos con los colores de su paso.
El Martes Santo a las 23:00 en la plaza de la Estrella del barrio de San Cristóbal se produce el encuentro de imágenes de la archicofradía del Stmo Cristo de la Sangre (Paso Encarnado) en la que se encuentran las imágenes de la Stma. Virgen de la Soledad, Ntro Padre Jesús de la Penitencia y el titular de esta cofradía El Stmo Cristo de la Sangre.
Por último, en la mañana del Viernes Santo el Paso Morado organiza un Vía Crucis, que se desarrolla siguiendo las antiguas oraciones que pronuncian los "rezaores".